# Polonia
Polonia (în poloneză Rzeczpospolita Polska, Polska; pronunție audioⓘ; oficial Republica Polonă, în poloneză Rzeczpospolita Polska) este un stat european din Europa Centrală, care se învecinează cu Germania la vest, cu Cehia și Slovacia la sud, cu Ucraina și Belarus la est și cu Lituania, Rusia și Marea Baltică la nord. Are, de asemenea, o frontieră maritimă cu Danemarca și Suedia. Întreaga suprafață a Poloniei este de 312.679 km², situând acest stat pe poziția 70 în lume din punct de vedere al suprafeței. Polonia are o populație de 38,5 milioane de locuitori, concentrați, în principal, în orașe și municipii mai mari, precum capitala istorică – Cracovia, și cea actuală – Varșovia. Este o republică compusă din șaisprezece voievodate (województwo).
Primul stat polonez a fost creat în anul 966 de Mieszko I. Teritoriul său a fost similar cu limitele actuale ale țării. În anul 1025, Polonia a devenit regat și în 1569 a cimentat o asociație de lungă durată cu Marele Ducat Lituanian, prin unire formând Republica celor Două Națiuni. Republica a fost desființată în 1795. Polonia și-a recăpătat independența în 1918 după Primul Război Mondial, dar și-a pierdut-o din nou în timpul celui de-al Doilea Război Mondial, fiind ocupată de forțele Germaniei Naziste și Uniunii Sovietice, iar după 1945 a devenit un stat comunist aflat sub controlul fostei Uniuni Sovietice. În anul 1989, dominația comunistă a fost răsturnată și Polonia a devenit ceea ce este neoficial denumit „a Treia Republică Poloneză”. 
Polonia este o putere regională, precum și o posibilă putere mondială emergentă. Este a opta ca mărime și una dintre cele mai dinamice economii din Uniunea Europeană,, și are un nivel foarte înalt de dezvoltare umană și un nivel relativ scăzut de corupție. Polonia este o țară dezvoltată și democratică, cu standarde foarte ridicate de trai, de calitate a vieții, siguranță, educație și libertate economică. Situată între Europa de Est și Vest, Polonia a dezvoltat un bogat patrimoniu cultural, ce include numeroase monumente istorice și 16 situri arheologice ale UNESCO. Polonia este membră a NATO, ONU, OECD, Organizației Mondiale a Comerțului și a Uniunii Europene.

## Nume
Polonia se numește oficial Republica Polonă. În limba poloneză există, totuși, două cuvinte corespunzătoare cuvântului românesc republică: republika și rzeczpospolita, dar cel de-al doilea este folosit exclusiv în legătură cu statul polonez. Numele rzeczpospolita însemnând lucru public este traducerea directă a vorbei latinești res publica.
Originea numelui Polska rămâne incertă, dar există o ipoteză foarte verosimilă, care afirmă că acest toponim este derivat din cuvântul pole (din slava veche *polje) însemnând câmp. O părere că numele statului nu vine direct de la pole, ci a derivat prin intermediul numelui unui popor vest-slavic, Polani⁠(d), deși este foarte recunoscută, a fost recent pusă la îndoială de către unii istorici.
În trecut, în special în Evul Mediu, Polonia era cunoscută în afara țărilor slave sub denumirile latinești — terra Poloniæ (țara Poloniei) și Regnum Poloniæ (Regatul Poloniei). Din numele acestea vin și denumirile străine în limbile romanice pentru a desemna acest stat — franceză Pologne, portugheză Polónia sau Polônia, spaniolă, română și italiană Polonia. Din numele slav vin denumirile în limbi germanice – germană Polen, engleză Poland. În unele limbi, cuvântul pentru a desemna Polonia vine de o altă rădăcină, legată cu numele tribului slav lenzieni și cuvântul lęda însemnând pârloagă — maghiară Lengyelország, lituaniană Lenkija, persană لهستان Lahestan. În româna veche, polonezului i se spunea „leah”, la plural „leși”, nume întâlnit și în ucraineană:ljach. A rămas în română ca nume de familie, Leahu.

## Istorie

### Antichitate

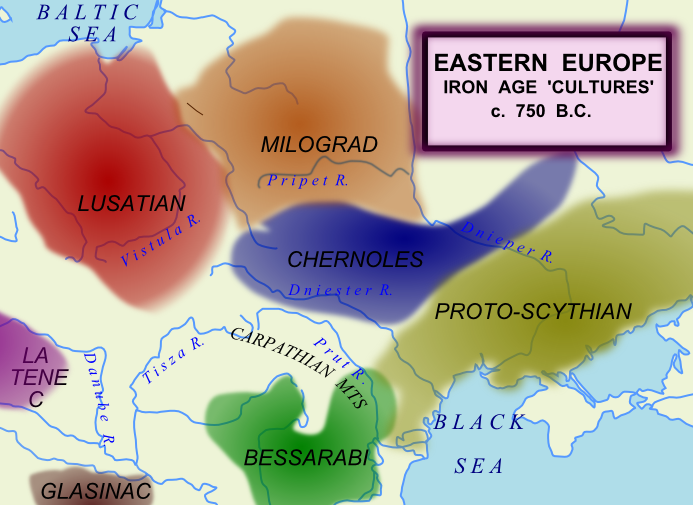
Europa Centrală și de Est în Epoca Fierului (cu civilizațiile slave Lusațiană, Milograd și Chernoles, cca 750 î.Hr.)

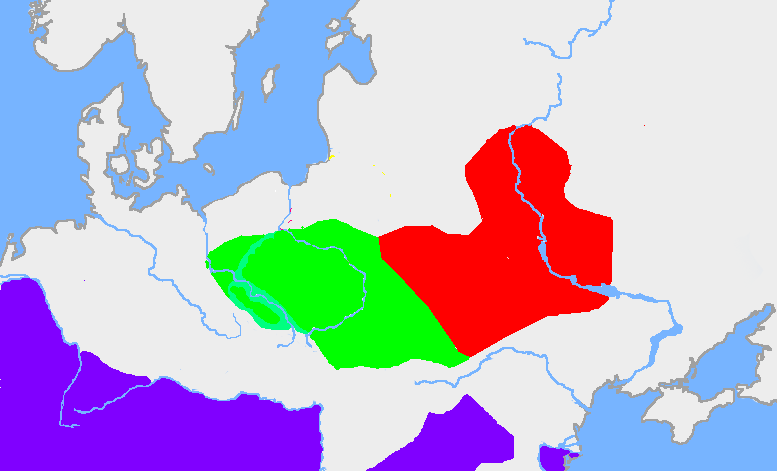
Culturile slave Przeworsk (verde; situată pe teritoriul actual al Poloniei) și Zarubintsy (roșu; parțial situată și pe teritoriul actual al Poloniei) ale Epocii Fierului, datând din perioada cuprinsă între secolul al III-lea î.Hr. și secolul al V-lea d.Hr.

În antichitatea târzie, diverse grupuri etnice au locuit pe teritoriul Poloniei de astăzi. Datele privind respectivele grupuri nu sunt exacte, iar afilierea lor lingvistică este controversată. Teritoriul Poloniei a fost locuit, între altele, de triburi slave, celtice, baltice și germanice. Este disputată, de asemenea, originea slavilor. În principal, se disting două teze în această privință: alohtonia și autohtonia.
Cea mai cunoscută descoperire arheologică privind Polonia preistorică este o așezare fortificată din Biskupin⁠(d), datată din cultura luzațiană a epocii timpurii a fierului, în jurul anului 750 î.e.n.

### Evul Mediu

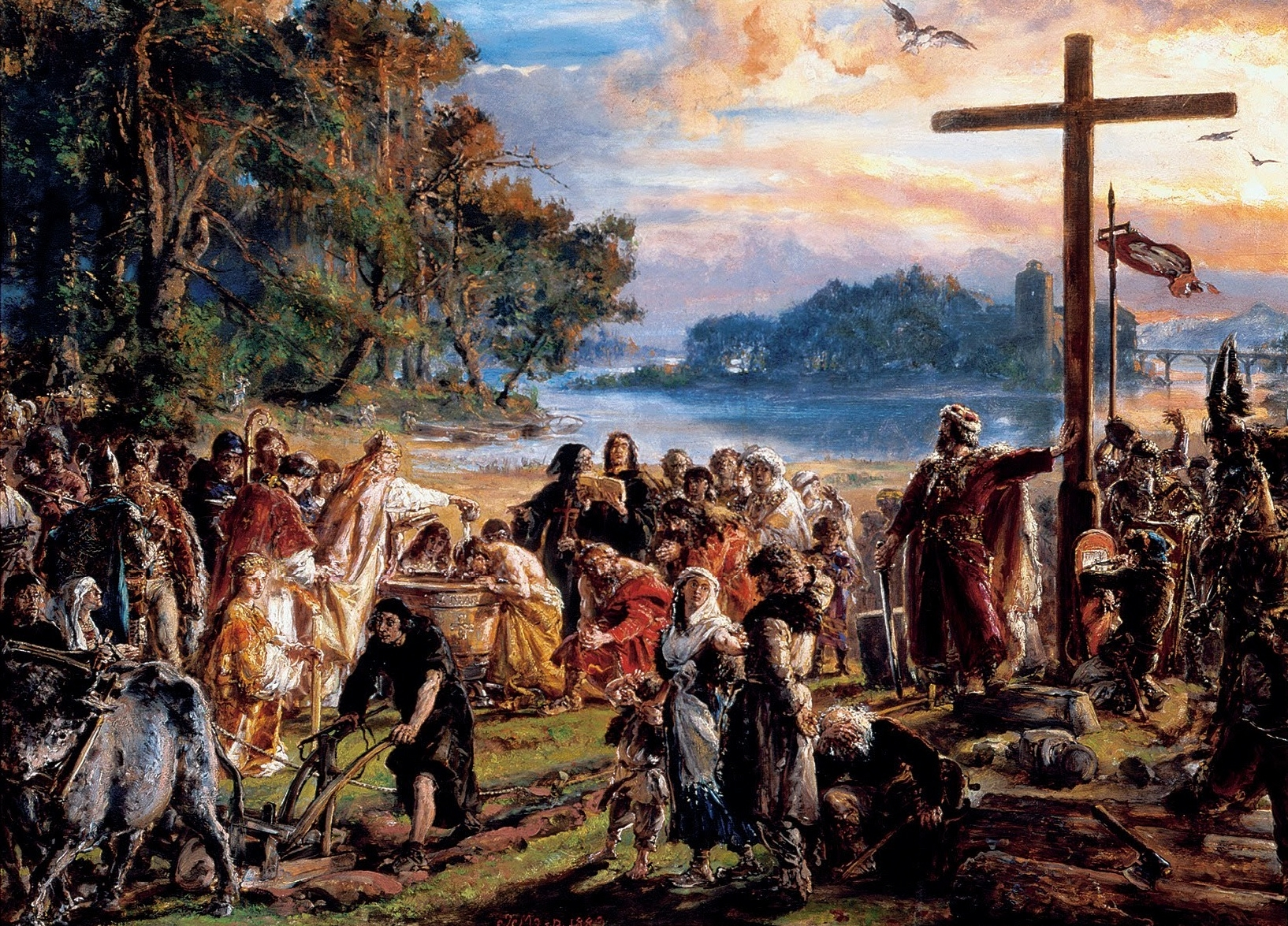
Primirea botezului de Jan Matejko.

Primul conducător atestat al statului polonez a fost Mieszko I din dinastia Piast, care a fost botezat în anul 966 de misionari din Regatul Ceh. Creștinarea Poloniei a început în această perioadă și s-a desfășurat concomitent cu combaterea credințelor slave păgâne. Succesorul și fiul său, Boleslav Viteazul, a devenit primul rege al Poloniei în 1025, impunând independența statului față de Sfântul Imperiu Roman de Națiune Germană, cel mai mare și cel mai puternic vecin al Poloniei în acea epocă. Succesorul său, Mieszko al II-lea Lambert, nu a reușit să consolideze realizările acestuia, a destabilizat țara și a pierdut o serie de teritorii.

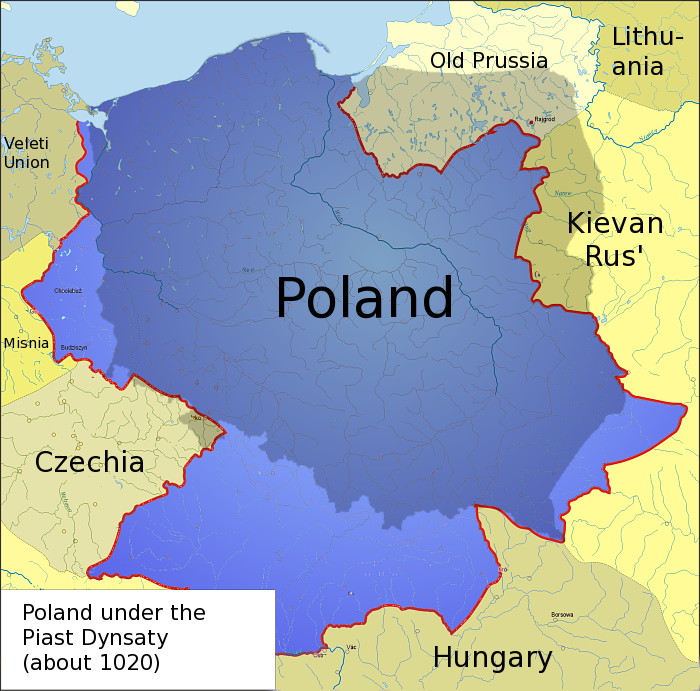
Polonia în timpul dinastiei Piaștilor (secolul al X-lea)

Fiul lui Mieszko II, Cazimir Restauratorul, a restaurat statul, a întărit armata, a dezvoltat economia și a protejat Biserica. În timpul domniei sale a început formarea statului cavaleresc. Deși a avut parte de multe succese cât a fost la putere, lui Cazimir Restauratorul nu i-a fost acordat niciodată titlul de rege. Fiul său, Boleslav al II-lea cel Curajos, a primit acest titlu în 1076, dar a fost exilat în 1079, după ce a dat un ordin de ucidere a episcopului Cracoviei sub acuzația de trădare. I-a urmat pe tron Vladislav I Herman, dar acesta a renunțat la titlu regal.

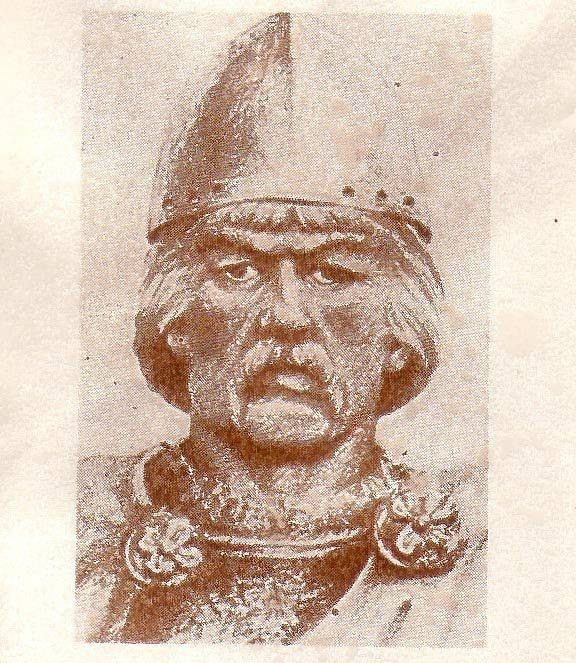
Boleslav al III-lea Gură Strâmbă

Conducătorul următor, Boleslav al III-lea Gură Strâmbă, a câștigat tronul Poloniei după o luptă lungă cu fratele său, Zbigniew. În testamentul său, acesta a decis să scindeze statul pentru a preveni astfel războaie civile între fiii lui. A dispus testamentar crearea a șase teritorii (dzielnica, pl. dzielnice, „districte”), trei pentru fii, unul pentru soția sa, Salomea, unul pentru fiul cel mai mare (senior), teritoriu compus din Polonia Mică, Pomerelia și o parte a Poloniei Mari, și unul sub control senioral (Pomerania Occidentală). Seniorul controla provincia sa, provincia seniorală și alte teritorii aflate sub controlul senioral.
În 1138, Vladislav al II-lea Exilatul a primit Silezia, Boleslav al IV-lea cel Creț — Mazovia, iar Mieszko al III-lea cel Bătrân — o parte a Poloniei Marii, care nu a făcut parte din provincia seniorală. Moștenitorul lui Bolesław Krzywousty, Henric din Sandomierz, a fost duce al Sandomierzului pe care l-a primit în 1146. Vladislav al II-lea Exilatul a devenit primul senior.
În perioada fragmentării teritoriale au avut loc unele încercări de reunificare a teritoriului, dar încercările au eșuat sau au fost de scurtă durată. Una dintre cele mai reușite a fost cea a „Henricilor silezieni” („Henrykowie Śląscy”), Henric I cel Bărbos și Henric al II-lea cel Pios. Ei au unit două provincii: Silezia și Polonia Mică, dar statul lor s-a prăbușit ca urmare a atacurilor mongole, respectiv a înfrângerilor suferite în bătăliile de la Chmielnik și de la Legnice (Legnița) în 1241. O altă încercare importantă a fost a lui Przemysł al II-lea. El a unit Polonia Mare cu Pomerelia și a fost încoronat în 1295. Statul său s-a destrămat la moartea acestuia, în 1296, survenită în condiții misterioase.

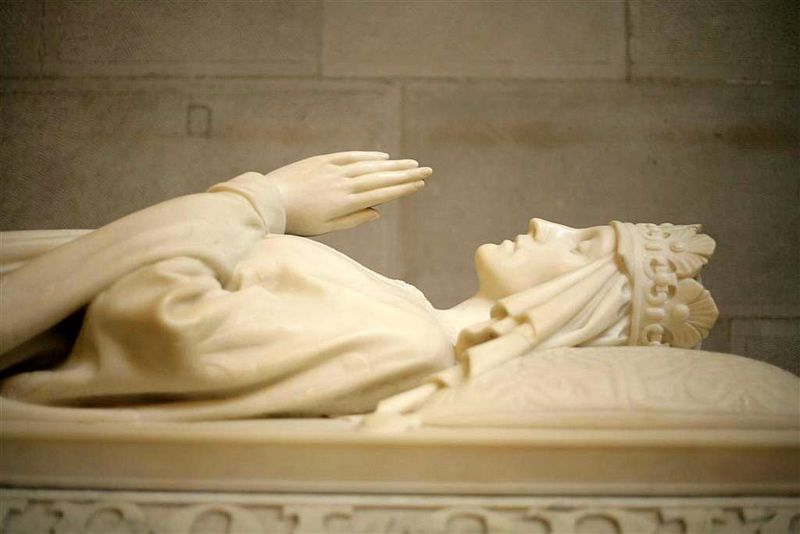
Sacrofagul lui Jadwiga din Catedrala Wawel.

O încercare reușită a fost făcută de pe Vladislav I cel Scurt. El a unit Polonia Mică și Polonia Mare, cele mai importante părți ale țării, și s-a încoronat la data de 20 ianuarie 1320. Fiul său, Cazimir al III-lea cel Mare, a întărit poziția Poloniei în regiune, a extins teritoriul țării spre est, adăugând teritoriile rutene și Podolia. Pe plan internațional, el a realizat alianțe și pacte cu casele regale de Luxemburg și Anjou și a dezvoltat economia și sistemul de apărare a țării. După moartea lui Cazimir, datorită lipsei de moștenitori, tronul Poloniei a fost ocupat de monarhi din casa Anjou, luând sfârșit, astfel, perioada Piaștilor.
În anul 1370 Ludovic I al Ungariei a fost încoronat ca rege al Poloniei. În timpul domniei sale a început supremația nobilimii în viața politică a țării. Nobilimea a primit primul privilegiu general în Košice, în 1374. După moartea lui Ludovic d'Anjou, în 1382, a început cea mai lungă perioadă de interregn din istoria Poloniei. În cele din urmă, fiica lui Ludovic, Jadwiga de Anjou, a fost încoronată nu ca regină a Poloniei, ci ca rege, la 16 octombrie 1384. În 1386 regina Jadwiga s-a măritat cu ducele Lituaniei Iogailas (Jagiello), cunoscut, ulterior, ca Vladislav al II-lea al Poloniei. Încoronarea lui a fost la 4 martie 1386, inaugurându-se, astfel, perioada dinastică a casei regale a Jagiellonilor.

### Republica Celor Două Națiuni

Bătălia de la Grunwald a fost pictată de Jan Matejko, autor și al altor picturi care prezintă istoria Poloniei.

Uniunea personală cu Marele Ducat al Lituaniei, vecinul din nord și est, începută prin încoronarea lui Jagiello pe tronul polonez, a permis extinderea puterii poloneze spre est și crearea (conform Uniunii de la Lublin din 1569) confederației Polono-Lituaniene (Rzeczpospolita), ce cuprindea un teritoriu situat între Marea Baltică, Munții Carpați, Belarusul actual, Nistrul și Niprul.
La nord-vest, cavalerii teutoni, conducători ai Prusiei din secolul XIII, au fost învinși de forțele unite polono-lituaniene în bătălia de la Grunwald (1410) și, ulterior, în Războiul de Treisprezece Ani. Conform celui de-al doilea tratat de la Toruń, 1466, ei au trebuit să cedeze partea occidentală a teritoriului Coroanei Poloneze (teritorii mai târziu cunoscute ca Prusia Regală) și au acceptat suzeranitatea polono-lituaniană asupra restului teritoriului lor (Prusia Ducală).

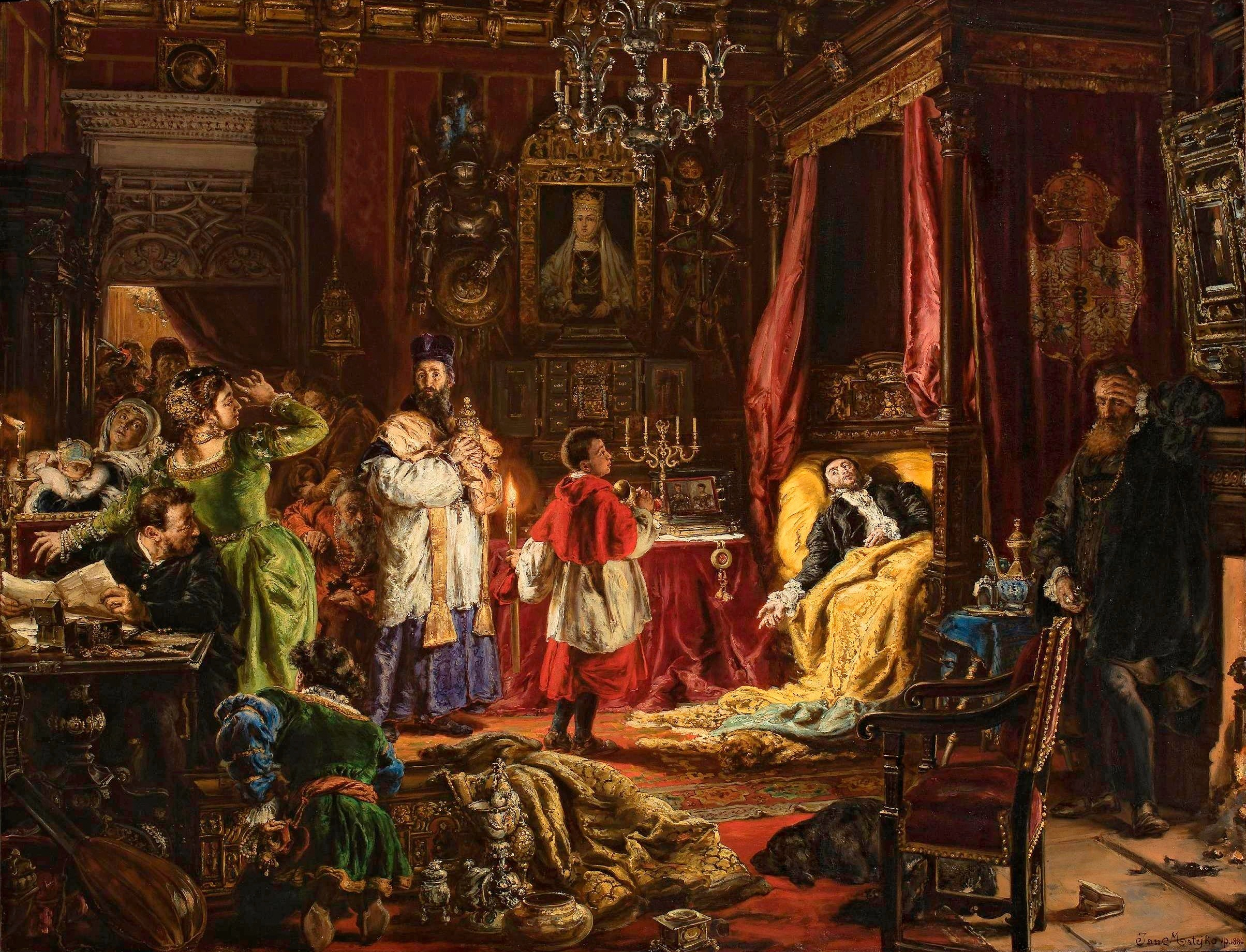
Moartea lui Sigismund II August, pictată de Jan Matejko.

În această perioadă, Polonia a devenit țara cu cea mai mare populație evreiască a Europei, datorită unor edicte regale emise în secolul XIII, care au garantat siguranța și libertatea religioasă evreilor. Acestea au contrastat cu persecuțiile periodice din Europa Vestică, persecuții ce s-au intensificat după Moartea Neagră (1348-1349), când unele grupuri din Occident i-au acuzat pe evrei ca fiind cauzatori ai bolii. Mare parte din Polonia a fost cruțată de această boală și emigrarea evreilor a adus beneficii într-un stat în curs de dezvoltare. Cea mai mare creștere a numărului evreilor a avut loc în secolul XIX, când ei au constituit 7% din întreaga populație poloneză. În general, regii Poloniei și nobilimea erau amabili cu evreii, pe când țărănimea și Biserica Romano-Catolică nu.
În timpul existenței statului unit polono-lituanian, în secolul al XVI-lea Polonia a devenit monarhie electivă, a cărui rege era ales pe viață. La moartea acestuia se organizau alegeri. Această situație a fost necesară în urma crizei din anul 1572, când regele Poloniei, Sigismund al II-lea August, a decedat fără moștenitor. Nefiind stabilită nici o metodă de alegere a regelui, în această eventualitate, a fost nevoie de mai mult timp pentru a decide metoda de alegere a noului rege. În final, după lungi dezbateri, s-a decis să se permită întregii nobilimi poloneze să aleagă un nou rege. Nobilimea s-a adunat în Varșovia și a votat într-o „alegere liberă”, vot ce s-a efectuat după moartea regelui.
Primele alegeri poloneze au avut loc în 1573. Patru oameni au fost candidați pentru rege: Henric de Valois (Henryk Walezy), fratele regelui Franței (Carol al IX-lea), Ivan cel Groaznic, țarul Rusiei, arhiducele Ernest din casa Habsburg și regele Suediei, Ioan Vasa III. Alegerea a fost foarte dezordonată și a fost câștigată de Henric de Valois. Cauza pentru cea mai mare parte a dezordinii din timpul alegerilor a fost numărul mare de oameni care au venit să voteze. 

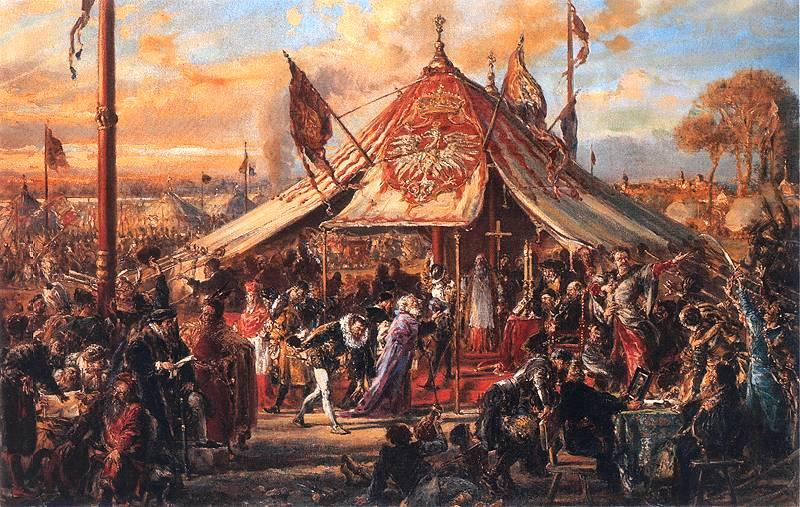
Alegerea din 1573, pictată de Jan Matejko.

Henric de Valois a părăsit tronul Poloniei după doar patru luni de domnie, după ce a primit vestea morții fratelui său, care l-a numit moștenitor. Henric a devenit rege al Franței sub titlul de Henric III. Această mișcare a surprins majoritatea nobilimii, deoarece în timpul conducerii lui Henric economia Poloniei s-a dezvoltat.
După 1569 uniunea statală polono-lituaniană a suferit o serie de invazii tătărești, care aveau drept scop a prăda, a jefui și a prinde sclavi. Zona limitrofă de la sud-est a fost într-o stare de război semi-permanent până în secolul XVIII. De asemenea, tătarii au sprijinit revoltele cazacilor în 1593, 1626, 1637-1638 și 1648-1654. Ultima, care a durat șase ani, a fost condusă de Bogdan Hmelnițki. Ca rezultat al mai multor cereri făcute de hatman, Ucraina a fost pusă sub protecția Rusiei. Acordul a fost făcut în ianuarie 1654, în orașul Pereiaslavl. Acesta a cauzat războiul polono-rus, care a durat între 1654 și 1667. La sfârșitul acestuia, opozanții au semnat un acord în Adrusovo (în jurul orașului Smolensk), unde Polonia a cedat Ucraina Rusiei și cazacii au primit drept de autonomie locală și armată internă. 

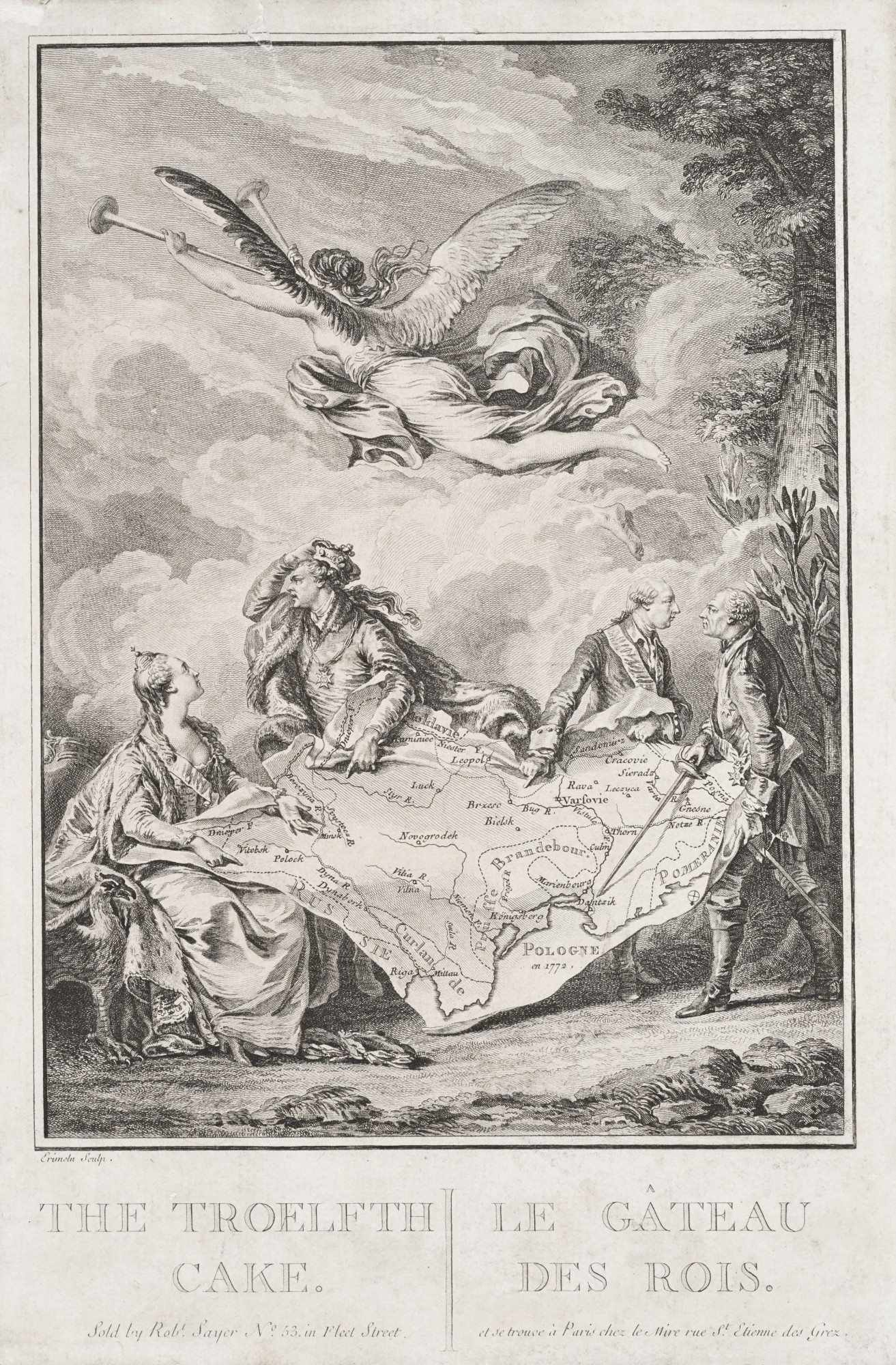
Alegoria primei împărțiri a Poloniei

Polonia a avut unsprezece regi aleși. Aceștia au fost: Henric de Valois (Henryk Walezy), Ștefan Báthory (Stefan Batory), Sigismund al III-lea Vasa (Zygmunt III Waza), Vladislav al IV-lea Vasa (Władysław IV Waza), Ioan Cazimir al II-lea Vasa (Jan Kazimierz Waza), Mihai I (Michał Korybut Wiśniowiecki), Ioan al III-lea Sobieski (Jan III Sobieski), August al II-lea cel Puternic (August II Mocny), Stanisław Leszczyński, August al III-lea și Stanisław August Poniatowski.
Statul polono-lituanian de după Uniunea de la Lublin a reprezentat un contrapunct interesant în perioada monarhiilor absolute din Europa Occidentală. Sistemul său politic cvasi-democratic, numit „libertatea de aur a nobilimii”, a reprezentat o situație politică fără precedent în istoria Europei. Din nefericire, luptele puternice dintre nobilimea mai săracă, magnații (panii) și regii aleși au subminat valorile cetățenești și au erodat, treptat, autoritatea și puterea guvernului. După seria războaielor pustiitoare din secolul XVII (cele mai notabile fiind Răscoala lui Bogdan Hmelnițki și Potopul), Polonia-Lituania a devenit un stat slab din punct de vedere politic pe scena europeană. Economia și dezvoltarea sa au fost afectate datorită păstrării caracterului agricol al țării și a statutului de șerbie pentru majoritatea populației, ceea ce a întârziat industrializarea țării. La începutul secolului XVIII uniunea polono-lituaniană, unul dintre cele mai mari state ale Europei, a devenit nimic mai mult decât marioneta vecinilor săi: a Austriei, a Prusiei și a Rusiei.
Odată cu pătrunderea iluminismului în Polonia, în cea de-a doua jumătate a secolului al XVIII-lea, o mișcare de reformă și revitalizare a statului a adus schimbări importante în sistemul politic și economic, sfârșind prin introducerea primei constituții din Europa: Constituția de la 3 mai 1791. Din nefericire, aceasta a venit prea târziu pentru a putea impune reforme temeinice, deoarece vecinii antemenționați au împărțit Polonia într-o serie de trei partiții.

### Ducatul Varșoviei

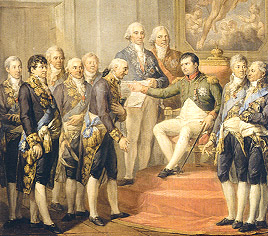
Napoleon Bonaparte înmânând Constituția pentru Ducatul Varșoviei.

După împărțiri, s-a început o perioadă de stagnare pe teritoriul polonez, care a durat până la 1806, când o parte a fostei Polonii a fost eliberată prin revolta populară inspirată de succesele lui Napoleon Bonaparte. Prima grijă a noului guvern a fost asigurarea hranei pentru armata franceză, care a luptat împotriva forțelor ruse în Prusia Răsăriteană.
Napoleon Bonaparte a creat în mod oficial Ducatul Varșoviei în 1807. Crearea statului a fost unul dintre punctele tratatului de la Tilsit cu Prusia. Bonaparte a fost sprijinit atât de republicanii locali, cât și de importanta minoritate poloneză din Franța ca unicul om care putea să restituie suveranitatea poloneză după împărțiri. Deși a fost creat ca un stat satelit al Franței (și era doar un ducat, nu un regat), în acele timpuri se credea că națiunea poloneză va fi capabilă să-și recapete fostul statut și, poate, chiar și fostele frontiere. În mod oficial, statul a fost un ducat independent, aliat cu Franța și a făcut uniune personală cu Regatul Saxoniei — regele saxon, Frederic Augustus a fost, de asemenea, ducele Varșoviei. Dar în fapt, cea mai importantă persoană în ducat a fost ambasadorul francez. 

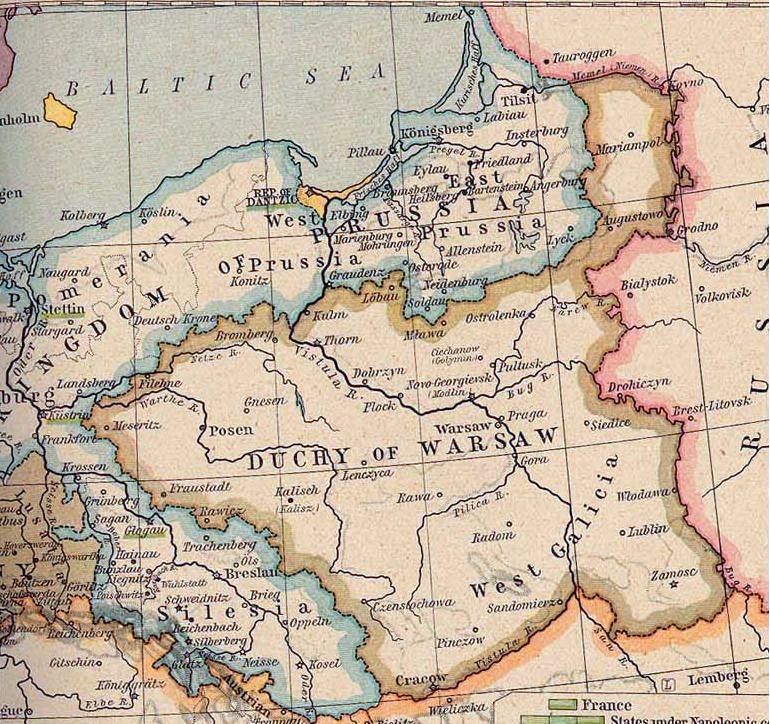
Ducatul Varșoviei după 1809.

În 1809 s-a început un război scurt împortivă Austriei. Deși în bătălia de la Raszyn polonezii au fost înfrânți și austriecii au intrat în Varșovia, în cele din urmă polonezii au executat cu succes o manevră de învăluire a inamicului, reușind cucerirea orașelor Cracovia și Liov și a celei mai mari părți a regiunii anexate de Austria în timpul împărțirilor Poloniei. Tratatul care a pus capăt conflictului, tratatul de la Schönbrunn a permis extinderea teritoriului ducatului în zonele sudice pe care le stăpânise odinioară Polonia.
Ducatul nu și-a schimbat frontierele până la congresul de la Viena. După înfrângerea lui Bonaparte, mare parte a teritoriului ducatului a fost primită de Rusia în ianuarie 1813. Restul statului a fost anexat de Prusia. Aceste schimbări au fost acceptate la congres. Unica excepție a fost orașul Cracovia, care a fost controlat de către Austria, Prusia și Rusia ca Orașul Liber Cracovia.

### După Congresul de la Viena
La data de 3 mai 1815, în timpul congresului de la Viena Rusia a semnat cu Prusia și Austria tratate bilaterale de împărțire a Ducatului Varșoviei și acordul trilateral de creare a Orașului Liber Cracovia. S-a decis că ducatul va fi împărțit în trei părți: 
- Wieliczka și împrejurimi — Imperiul Austriac
- Polonia Mare — Regatul Prusian
- restul ducatului — Imperiul Rus

#### Imperiul Rus

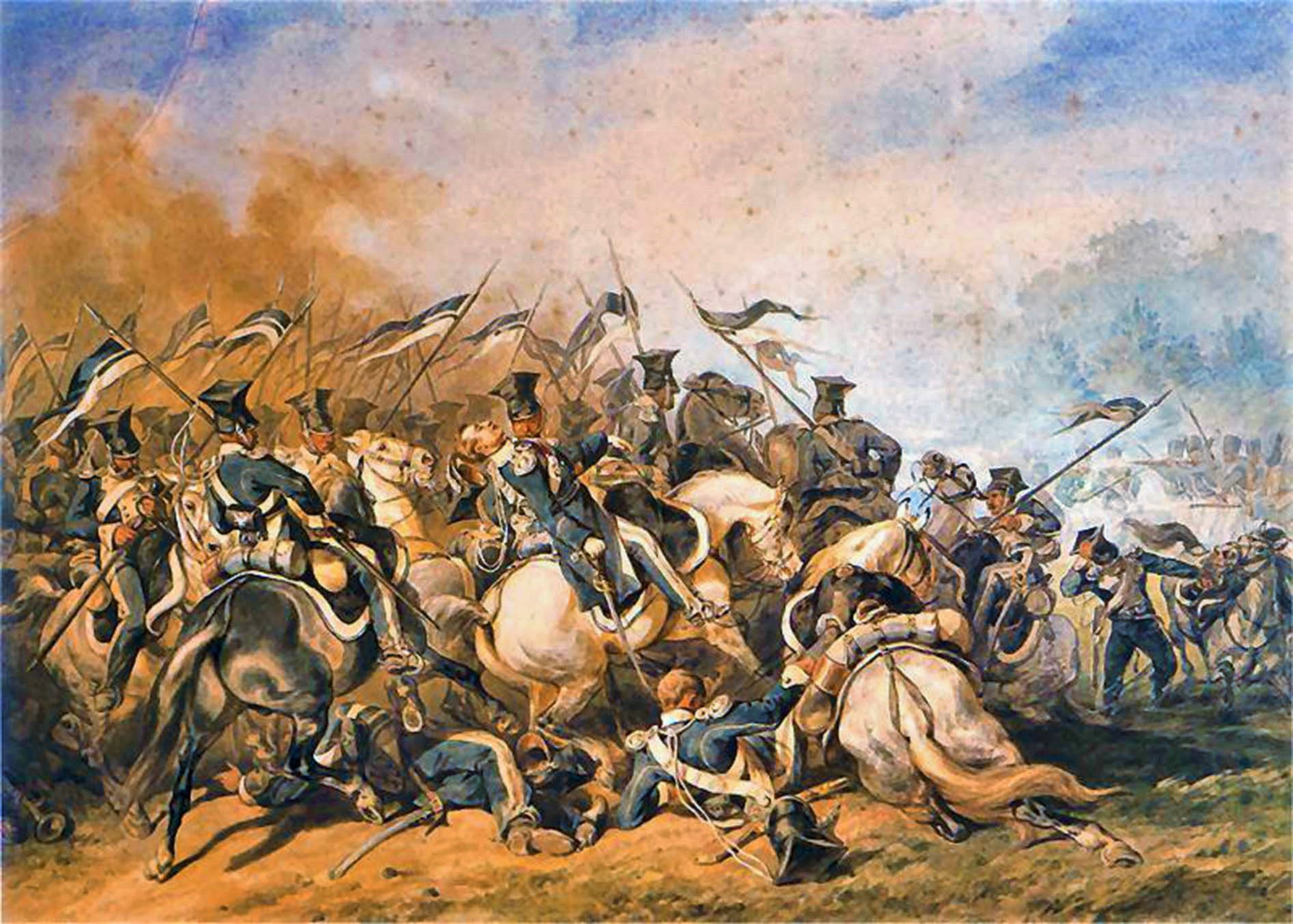
Bătălia de la Ostrołęka, pictată de Juliusz Kossak.

O parte a Ducatului Varșoviei a fost schimbată în Regatul Poloniei, în mod popular numit și Regatul Congresului sau Polonia Congresului. Acesta a fost începutul „uniunii eterne” cu Rusia — fiecare țar următor al Rusiei avea să fie și rege polonez, conform constituției Regatului din 27 noiembrie 1815. Competențele monarhului includeau: politica externă, conducerea forțelor armate, alegerea persoanelor oficiale principale, dreptul de veto împotriva legilor Seimului ș.a.m.d. Țarul-rege a fost reprezentat în Polonia printr-un guvernator. Primul a fost generalul. Józef Zajączek⁠(d) (1815-1826). După moartea lui, țarul a renunțat la alegerea celui nou și a dat competențele lui Consiliului Administrativ. După revolta din noiembrie poziția de guvernator a fost reintrodusă.

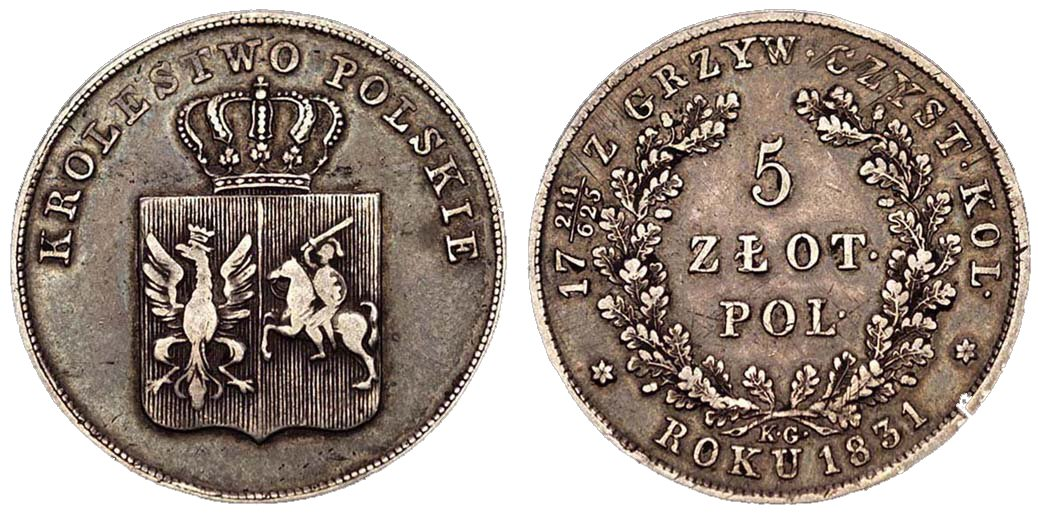
5 zloți polonezi din timpul revoltei de noiembrie.

La data de 29 noiembrie 1830 a început în Varșovia revolta, cauzată de primirea independenței de către Belgia în acel an. În timpul revoltei, Seimul l-a detronat pe regele Nicolae I Romanov la data de 25 ianuarie 1831. S-a sperat în alegerea unui nou rege. A avut loc intervenția forțelor ruse sub conducerea feldmareșalului Ivan Paschevici. La data de 21 octombrie a capitulat ultimul punct de rezistență al revoluționarilor — cetatea din Zamość. După revolta din noiembrie și detronare, casa Romanov a uzurpat titlul de rege al Poloniei. Nicolae II a renunțat la acesta la data de 25 decembrie 1916, recunoscând suveranitatea Regatului Polonez. După revoltă s-a intensificat rusificarea, iar autonomia regiunii a fost limitată.
La data de 22 ianuarie 1863 a început cel de-al doilea război de independență, revolta din ianuarie. Și aceasta a fost împotriva Imperiului Rus. Lupte au avut loc atât pe teritoriul Regatului Congresului, cât și în Lituania, Belarus și o parte a Ucrainei. S-a finalizat în primăvara anului 1864. După aceasta, autonomia Poloniei a fost definitiv anulată.

#### Austria și Austro-Ungaria

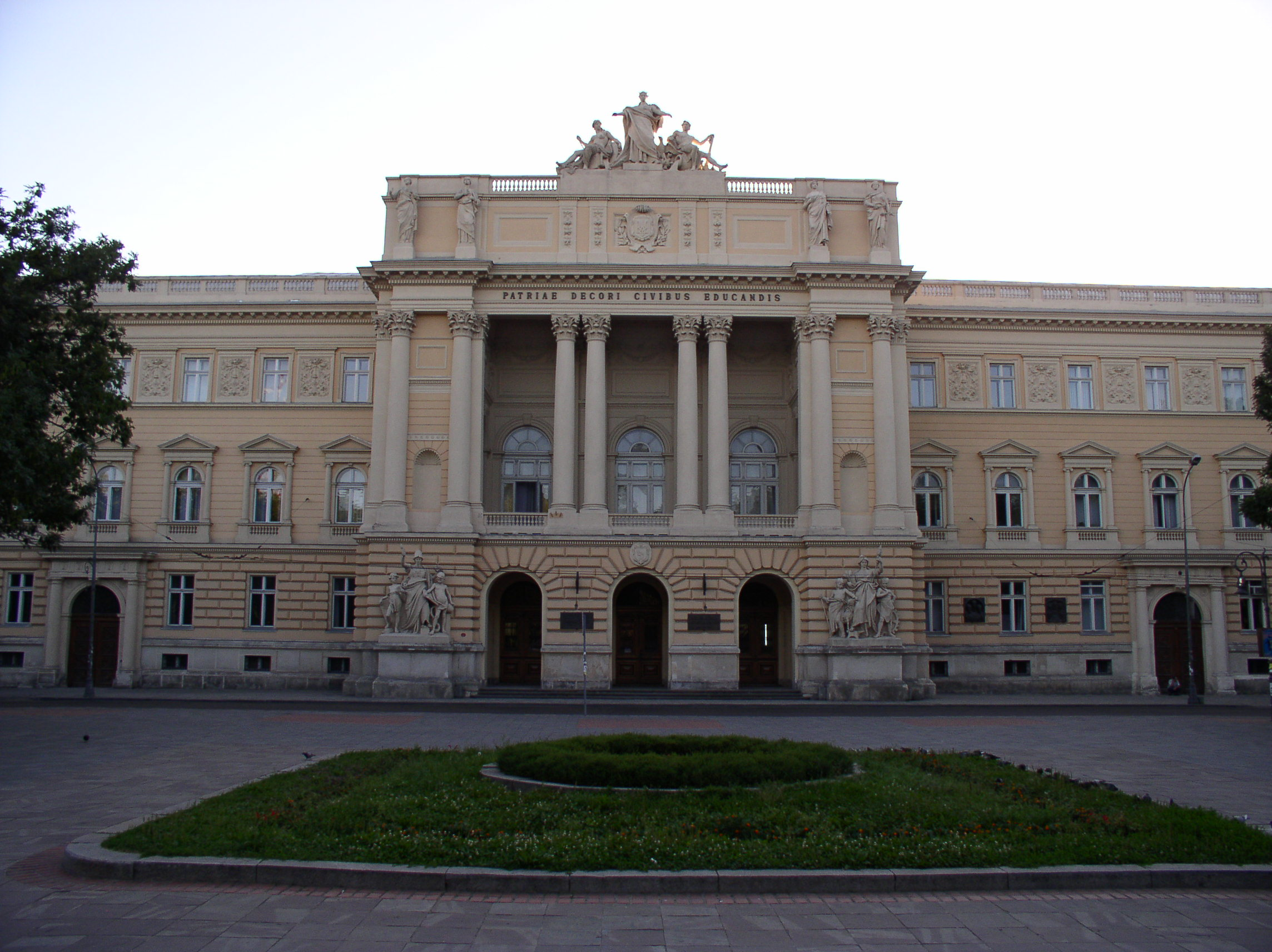
Clădirea parlamentului Galiției, acum Universitatea Liov.

Termenul Galiția și Lodomeria, tradițional prescurtat Galiția, a intrat în uz după prima împărțire a Poloniei, când Imperiul Austriac a primit partea sudică a Republicii Celor Două Națiuni, cu voievodatul rutean cu Liov, Rzeszów, Belz, Sanok și Przemyśl, partea sudică a Poloniei Mici cu Tarnów, Oświęcim, Jaworzno, Nowy Targ și Nowy Sącz, Zamość și câteva fortărețe din Podolia — Tarnopol, Zbaraj. Aceste teritorii au primit un statut de statul regal al Austriei, cu denumirea oficială Regatul Galiției și Lodomeriei (germană Königreich Galizien und Lodomerien). Purtând titlu Rex Galiciæ et Lodomeriæ, diplomația austriacă a încercat să vizualizeze dreptul monarhilor austrieci — similar stăpânitorilor coroanei ungare — pentru a controla teritoriile cucerite.
În 1861 Galiția a primit autonomia cu parlament statal și guvern local în Liov. În 1867, după crearea monarhiei dualiste, (Regatul Galiției și Lodomeriei a rămas în Imperiul Austriac), autonomia a fost mai extinsă. Guvernul austriac a garantat că guvernatorii vor fi aleși din populația locală. Parlamentul a avut drept de a face legi legate de economia regiunii, comunicații, educație și sănătate. Datorită acelor schimbări, Galiția a devenit centrul mișcării liberaționiste poloneze, aici luând ființă partide politice și organizații paramilitare, care au constituit baza pentru crearea Legiunilor Poloneze la începutul secolului XX.

#### Republica Cracoviană
Republica Cracoviană, cunoscută și ca Orașul Liber Cracovia, a fost creată în 1815, din inițiativa țarului Alexandru I, care a propus în cursul negocierilor între cele trei imperii transformarea Cracoviei și a Toruńului în orașe libere. Finalmente, Toruń a fost anexat de Prusia, iar Cracovia și împrejurimile sale au fost organizate în statul „liber, independent și exigent neutru” sub controlul Austriei, Rusiei și Prusiei.
Noul stat nu a primit dreptul la politică externă proprie. Interesele lui au fost reprezentate de cele trei imperii. Aceste state au promis respectul etern pentru neutralitatea Orașului Liber și nu au permis armatelor lor intrarea în teritoriul cracovian. În răspuns, Cracovia a trebuit să predea toți agenții străini și dezertorii, care au căutat azil pe teritoriul ei. Data formală de creare a statului a fost 18 octombrie 1815. Statul cracovian a fost dizolvat în 1846, după revolta cracoviană și apoi a devenit o parte a Galiției.

#### Prusia

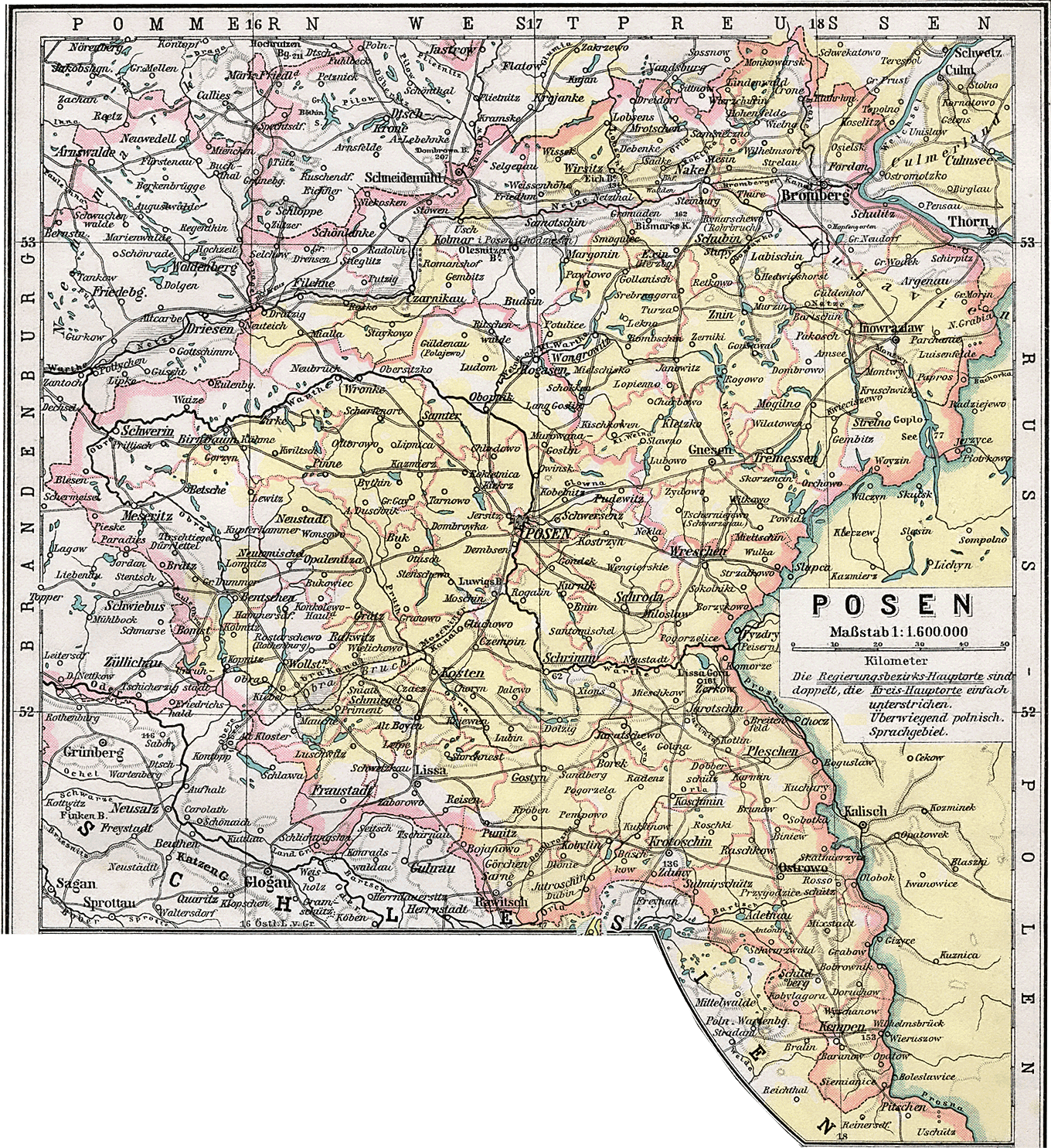
Harta provinciei Posen din 1905.

În teritoriul polonez aparținând Prusiei, conform Congresului de la Viena, a fost creat Marele Ducat Poznań, ducatul autonom în cadrul regatului Prusiei, care nu făcea parte din Confederația Germană. Guvernul prusac l-a creat pentru a stabiliza situația în acest teritoriu și pentru a liniști ambițiile naționale ale polonezilor. După revolta din noiembrie în Polonia Congresului, sprijinită de locuitorii regiunii, autonomia ducatului a fost minimizată și, apoi, după revoltele velicopolone din 1846 și 1848, abolită în integralitate.
Administrația prusacă a schimbat denumirea regiunii în Provincia Posen (Provinz Posen), dar numele vechi a continuat să fie folosit în mod neoficial. De asemenea, titlul regal al regilor prusaci, precum și cel imperial al împăraților germani, a conținut această denumire până la abdicarea lui Wilhelm al II-lea.

### Primul Război Mondial

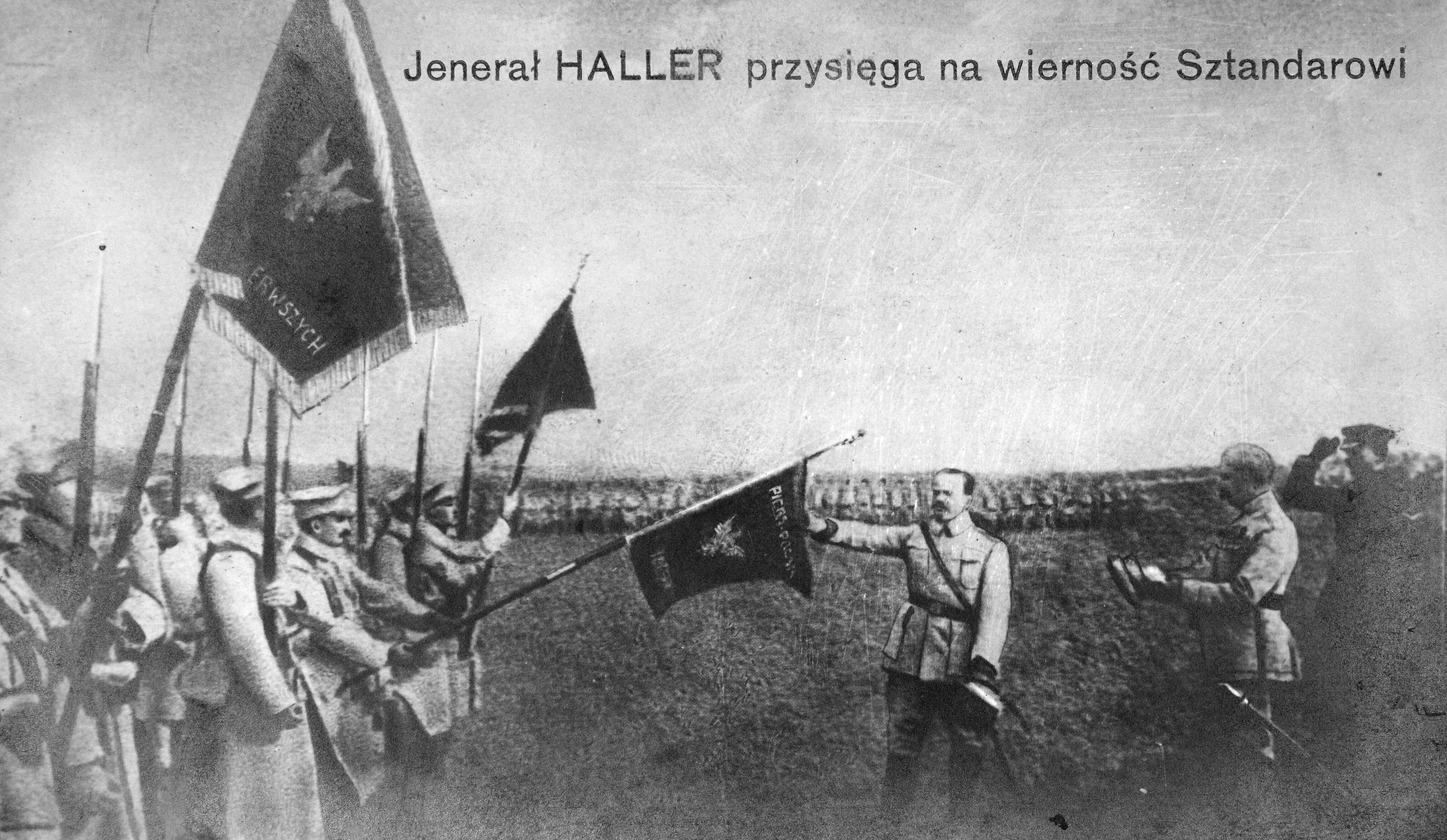
Armata Albastră, formațiune militară poloneză creată în Franța.

În anul 1914 a început Primul Război Mondial, la care au luat parte și cele trei state care își împărțeau teritoriul polonez. Imperiul German și Austro-Ungaria făceau parte din Puterile Centrale, iar Imperiul Rus a devenit membrul Antantei. Această situație a creat posibilitatea refacerii statului independent polonez.
Această perioadă a fost una de austeritate, caracterizată prin nivelul slab de aprovizionare a populației, precum și prin pierderi mari de vieți omenești, atât în rândul soldaților, cât și în cadrul populației civile, forțată să efectueze muncă obligatorie. Din cauza deceselor și a deportărilor, populația teritoriului care, ulterior, a format A doua Republică s-a redus cu aproximativ 14,9%. Pierderile materiale cauzate de război au fost și ele extrem de importante. Rușii au dat foc la câmpul de țiței din Galiția, în timp ce germanii au distrus numeroase fabrici, demolându-le și reconstruindu-le în Germania cu componente aduse din Polonia.
În general, se consideră că pentru Polonia și polonezi Primul Războiul Mondial s-a sfârșit la data de 11 noiembrie 1918. Această dată este sărbătorită actualmente ca Ziua Independenței.

### A doua Republică

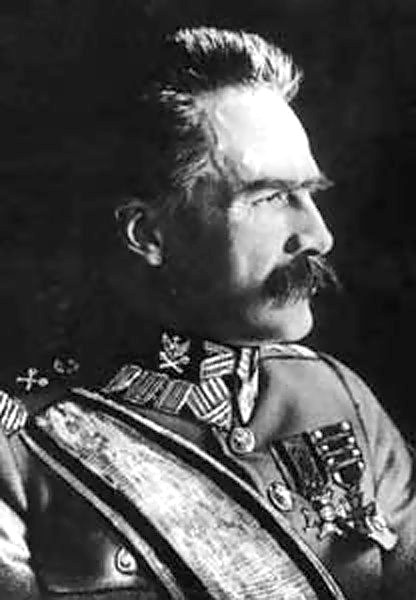
Józef Piłsudski

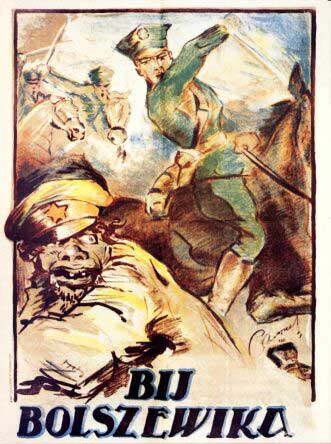
Afiș propagandistic din 1920 cu inscripția „Bate-i pe bolșevici”.

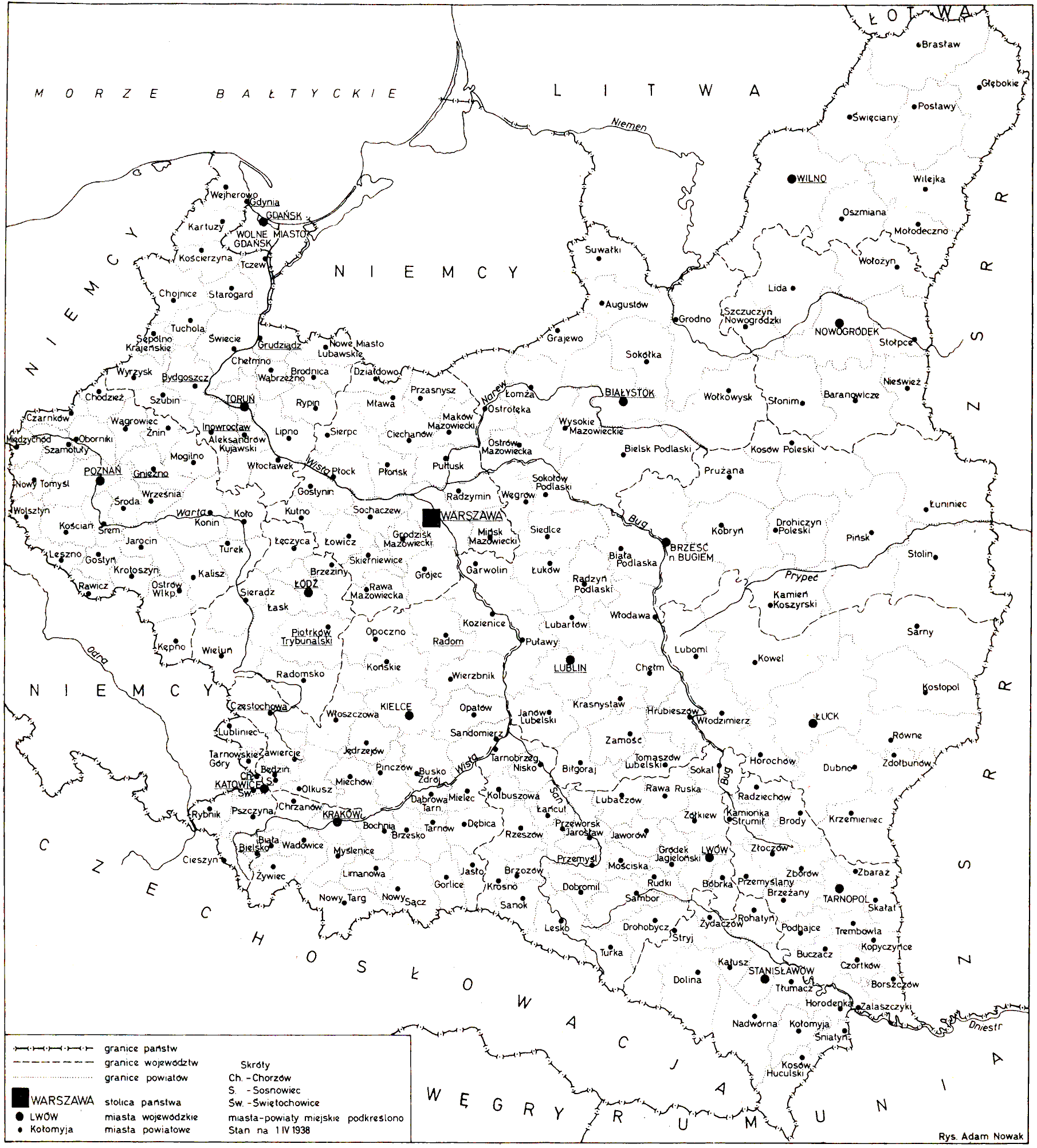
Harta celei de-a doua Republici cu voievodatele și powiatele marcate.

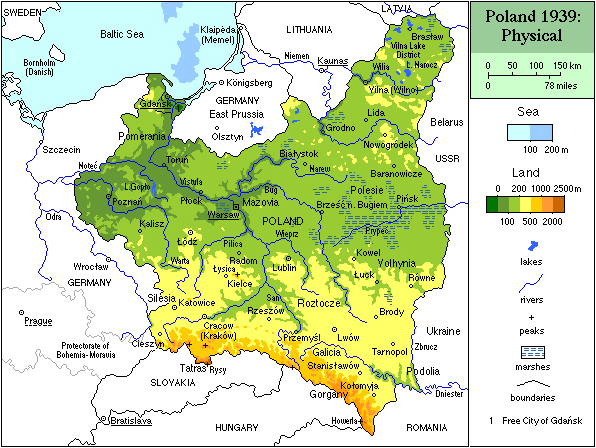
Polonia, 1938-1939

Contemporanii au numit statul polonez din perioadă înterbelică A doua Republică (în poloneză II Rzeczpospolita). Această denumire este folosită pentru a arăta continuarea Primei Republici — uniunea statală între Polonia și Lituania. Începutul ei a avut loc la data de 11 noiembrie 1918, când Józef Piłsudski a primit conducerea militară în Varșovia și, apoi, trei zile mai târziu, pe 14 noiembrie, când a primit și conducerea civilă. Două date sunt considerate ca sfârșitul celei de-a doua Republici — 17 septembrie 1939, când autoritățile poloneze au traversat frontiera românească, și 25 septembrie 1939, când președintele Ignacy Mościcki a predat puterile sale guvernului polonez din exil.
Statul nou a primit doar teritoriul care a fost controlat de polonezi în noiembrie 1918 și partea vestică a Prusiei (Prusia Occidentală), cu excepția orașului Gdańsk (care a fost transformat în Orașul Liber Danzig sub controlul Germaniei și Poloniei, sub supravegherea Ligii Națiunilor. Polonia Mare a fost unită cu Polonia după revolta velicopolonă, în 1919. Părțile Sileziei și orașul Katowice s-au alăturat în urma unui plebiscit și a trei revolte în 1921. În cele din urmă, teritoriul estic ce cuprindea orașele cu Liov, Brest, Hrodna și Vilnius a fost adăugat Poloniei conform tratatului de la Riga din 18 martie 1921. Silezia poloneză a avut statutul de regiune autonomă numită voievodatul Silezia, cu reședința la Katowice și dotată cu un parlament propriu.
Statul polonez, alături de Germania Nazistă și Ungaria, a participat la împărțirea Cehoslovaciei în anul 1938. Polonia a primit regiunea Zaolzie și câteva minuscule teritorii din Slovacia situate în jurul munților Tatra.
În perioada interbelică, Polonia a fost un stat multinațional și multietnic. Polonezii reprezentau între 64 și 69% din populație. În toate regiunile estice, cu excepția voievodatului Liov și a voievodatului Vilnius polonezii erau minoritari. În Pomerania și Polonia Mare germanii reprezentau minoritatea cea mai importantă. Evreii locuiau în majoritatea orașelor mari, fiind minoritatea cea mai importantă din Varșovia, Cracovia, Liov și Łódź. Cu toate acestea singura limbă oficială era poloneza iar religia romano-catolică era religia oficială a statului. Această stare de fapt a cauzat numeroase probleme etnice și religioase în aproape fiecare regiune a statului.
Polonia a fost înconjurată din fiecare parte de state inamice sau ostile — Germania la vest, Lituania la nord-est, Uniunea Sovietică la est și Cehoslovacia la sud. Doar Letonia la nord-est și România la sud-est au avut relații diplomatice bune cu Polonia. La începutul celui de-al Doilea Război Mondial, aceasta din urmă a oferit refugiu guvernului polonez.

### Al Doilea Război Mondial

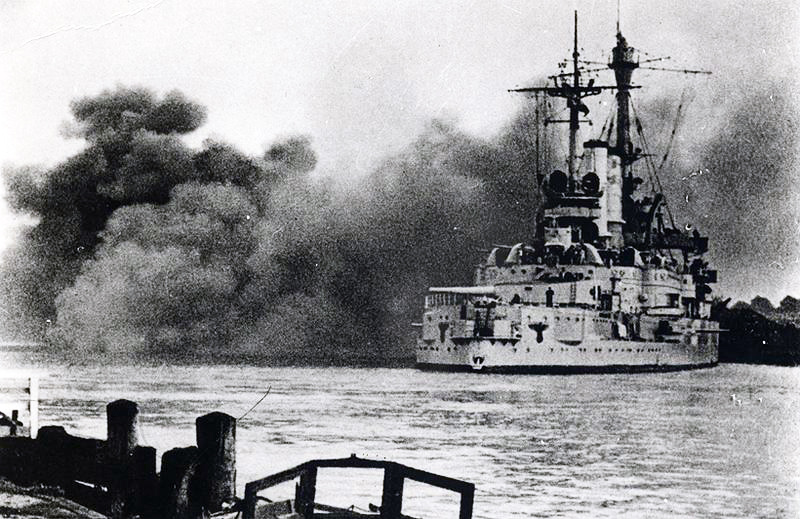
Cuirasatul Scheswig-Holstein atacând Gdynia la data de 13 septembrie 1939.

La data de 23 august 1939 Germania nazistă și Uniunea Sovietică au semnat pactul Ribbentrop-Molotov, care a conținut și punctul secret privind împărțirea Poloniei în două zone de control: cea germană și cea sovietică. La 1 septembrie 1939 Adolf Hitler a ordonat trupelor sale să intre în Polonia. La început, au fost atacate cetăți în Gdańsk (Westerplatte) și Wieluń. la 17 septembrie și trupele sovietice au atacat Polonia dinspre est, bucurându-se de suportul populației de origine bielorusă și ucraineană. Guvernul polonez a scăpat refugiindu-se în România și, apoi, în Franța. Când Germania a atacat și Uniunea Sovietică, întreaga suprafață a statului a fost ocupată de forțe armate germane.

Drapelul Armatei Statale și al Statului Secret Polonez.

Polonezii au format mișcarea de rezistență națională și guvernul în exil, la început în Paris și, apoi, la Londra, care au fost recunoscute de Uniunea Sovietică. În timpul celui de-al Doilea Război Mondial, 400.000 de polonezi au luptat sub conducere sovietică, iar 200.000 au făcut parte din armatele vestice, în unitățile loiale guvernului polonez aflat în exil.
În aprilie 1944 autoritățile Uniunii Sovietice au rupt relațiile cu guvernul exilat, atunci când soldații germani au anunțat că au descoperit morminte ale ofițerilor polonezi omorâți în Katyń. Sovieticii au răspuns că polonezii i-au insultat prin cererea lor ca Crucea Roșie să cerceteze aceste raporturi. În iulie 1944 Armata Roșie și Armata Poporului Polonez (Ludowe Wojsko Polskie, LWP) au intrat în Polonia, alungând, cu grele pierderi (600.000 de morți) trupele germane și instalând în Lublin „Comitetul Polonez de Eliberare Națională” (Polski Komitet Wyzwolenia Narodowego, PKWN, guvern temporar controlat de către comuniști.

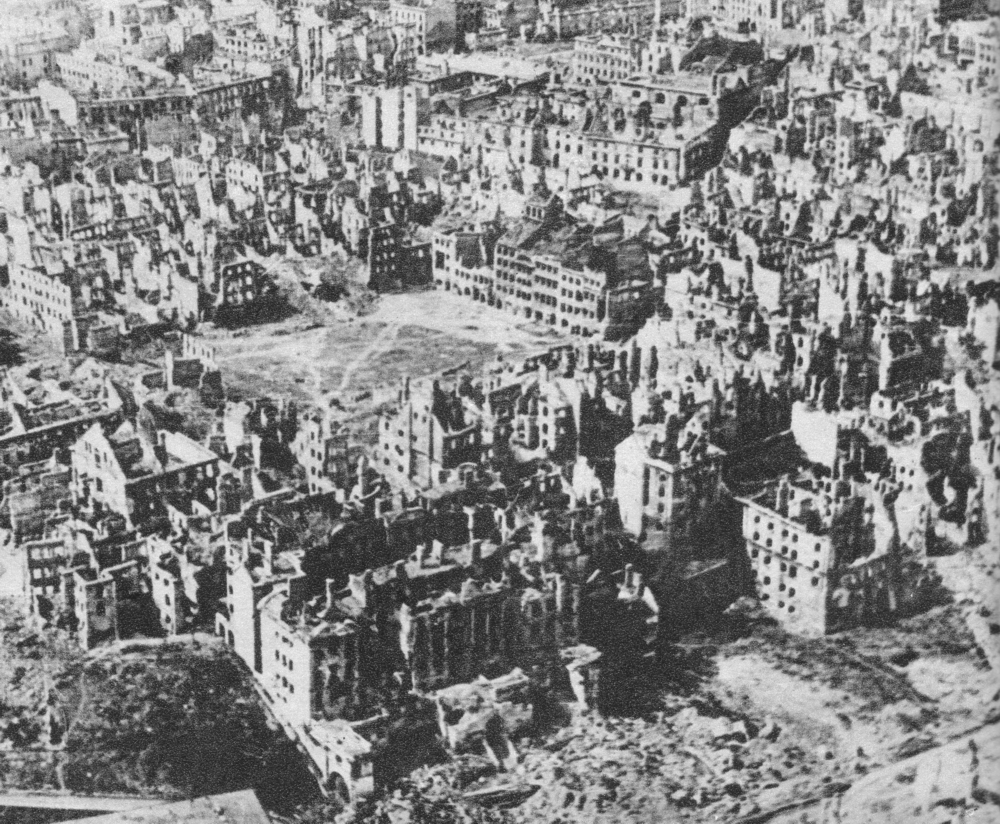
Varșovia, distrusă de naziști după revolta din 1944.

Deși la est forțele sovieto-poloneze au înregistrat multe succese, germanii încă au avut puterea de a controla mare parte a fostului stat polonez. Au avut loc multe încercări de schimbare a acestuia și cea mai importantă a fost în Varșovia, unde a fost organizată revolta. Aceasta a fost plănuită cu încrederea că forțele sovietice, așteptând pe malul drept al Vistulei, în refacere, vor da un ajutor masiv în bătălia pentru eliberarea Varșoviei. Însă, nici un ajutor nu a venit din partea sovietică. Forțele Uniunii Sovietice au ocupat înainte fluviul și au dat polonezilor care au organizat revolta eticheta de „criminali” în radioemisiuni. În următoarele două luni, sovieticii au observat calm cum naziștii au reprimat cu brutalitate feroce eforturile revoluționarilor. După capitularea polonezilor, Hitler a comandat distrugerea orașului zicând „nu vor sta în Varșovia nici două cărămizi”. Germanii au fost finalmente învinși când forțele sovietice și-au reluat invazia în 1945.
În timpul războiului, aproximativ 6 milioane de cetățeni polonezi au fost omorâți de germani și peste 2,5 milioane au fost deportați în Germania, pentru muncă forțată, sau în lagăre de exterminare precum Auschwitz-Birkenau. Între 1941-1943 naționaliștii ucraineni au omorât mai mult de 100.000 de polonezi în Galiția și Volânia. Aproximativ 500.000 de cetățeni polonezi au fost deportați în Uniunea Sovietică, mulți în gulaguri.
Guvernul sovietic a insistat pentru a reține majoritatea teritoriilor capturate conform pactului Ribbentrop-Molotov din 1939 (acum teritorii occidentale ale Belarusului și Ucrainei), recompensând Polonia cu părțile Sileziei, ale Pomeraniei și Prusiei Orientale, cu orașe precum Gdańsk (Danzig), Olsztyn (Allenstein), Szczecin (Stettin) și Wrocław (Breslau), acum unele dintre cele mai importante din stat. O dată cu anexarea teritoriilor de către Polonia, majoritatea germanilor au fost expulzați în Germania.

### Republica Populară Polonă
În iunie 1945, după conferința de la Ialta, a fost creat Guvernul Provizoriu Polonez al Unității Naționale și, în luna următoare, a fost recunoscut de ONU. Deși în acord se cereau alegeri libere, cele organizate în ianuarie 1947 au fost controlate de partidul comunist. Comuniștii au instalat apoi un regim în totalitate sub controlul lor. Guvernul polonez exilat a existat până în 1990, dar influența lui a fost foarte limitată.
În octombrie 1956, după al XX-lea congres al PCUS (ținut în același an la Moscova și care a inițiat destalinizarea), în Polonia a avut loc o zguduire a regimului comunist polonez, ca urmare a revoltei muncitorilor din Poznań. Deși regimul a menținut în cea mai mare parte țelurile comuniste economice și societale, guvernarea condusă de prim-secretarul partidului comunist, Władysław Gomułka, a început liberalizarea vieții în Polonia.

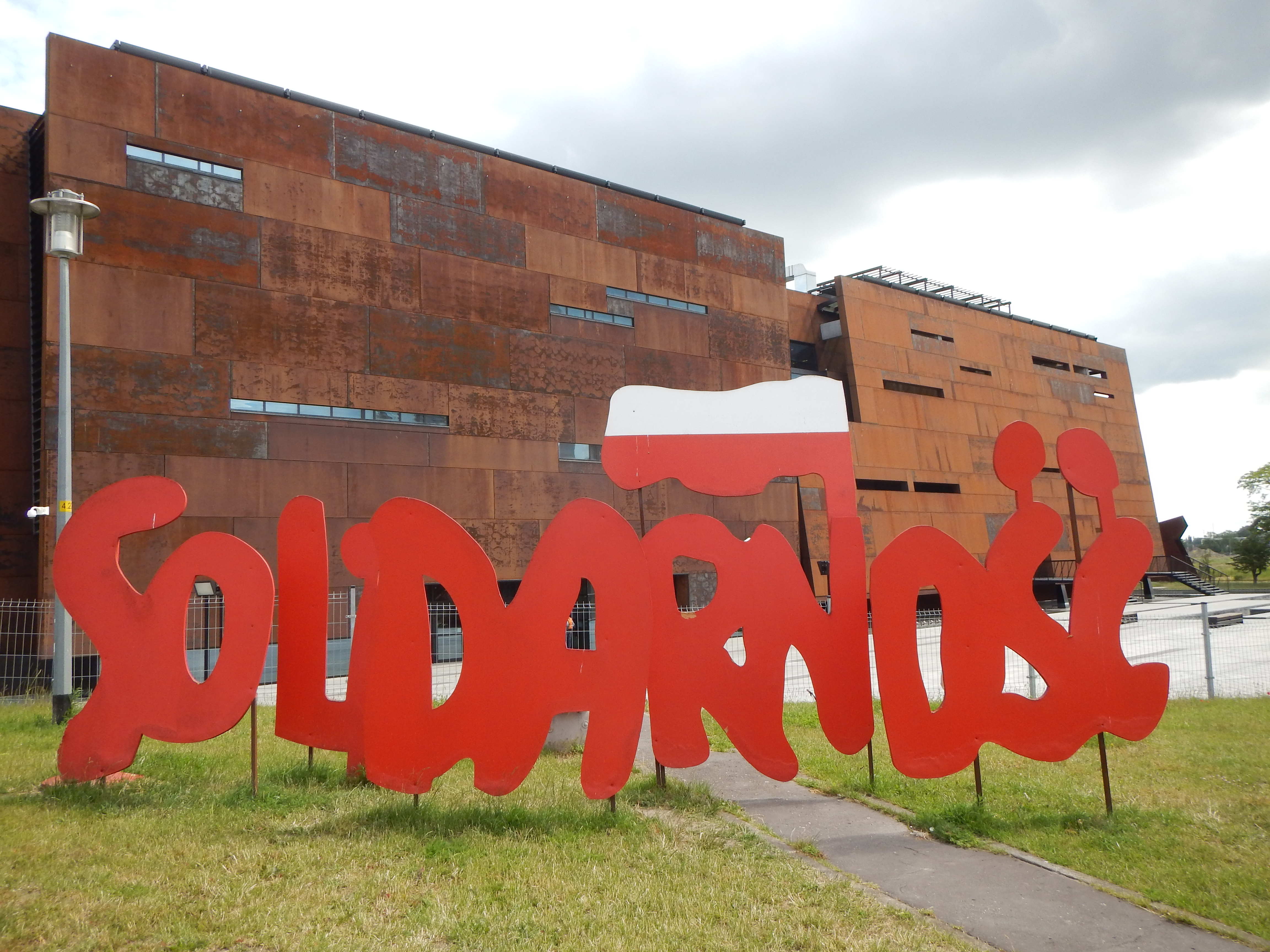
„Solidaritatea” a avut un rol important în istoria Europei Centrale și Estice.

În 1968, aceasta tendință a fost anulată, când demonstrațiile studenților au fost reprimate și o campanie antisionistă, inițial vizând adepții lui Gomułka, a cauzat emigrarea majorității evreilor rămași în Polonia după Al Doilea Război Mondial.
În decembrie 1970, au avut loc noi tulburări și greve în trei porturi principale: Gdańsk, Gdynia și Szczecin, izbucnite din cauza majorării prețurilor la produsele de bază. Grevele au reflectat nemulțumirea în societatea poloneză față de condițiile de trai și de muncă. Gomułka a fost înlocuit cu Edward Gierek (20 decembrie 1970).
Sprijinită prin infuzii mari de credite din țările vestice, rata creșterii economiei poloneze a fost una dintre cele mai mari în lume în prima jumătate a anilor '70 ai secolului XX. Însă capitalul împrumutat a fost în majoritate prost investit și, în consecință, pierdut. Economia dirijată de stat nu a putut folosi eficient resursele noi. Povara datoriilor a devenit insuportabilă la sfârșitul deceniului opt, iar creșterea economică a devenit negativă în 1979.
În octombrie 1978 arhiepiscopul Cracoviei, Karol Wojtyła, a devenit Papa Ioan Paul al II-lea, cap al Bisericii Romano-Catolice. Catolicii polonezi s-au bucurat de alegerea compatriotului lor și au salutat cu entuziasm vizita sa în Polonia din iunie 1979.

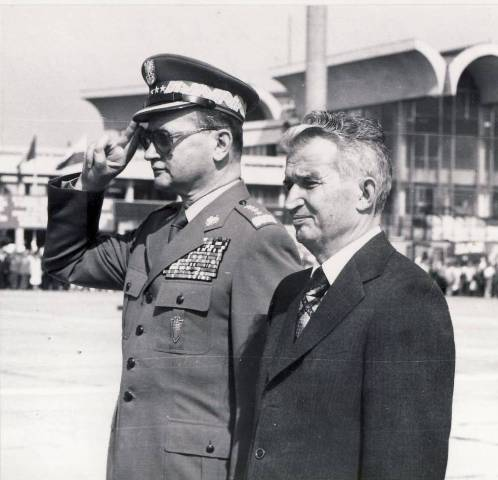
Wojciech Jaruzelski și Nicolae Ceaușescu

Având o datorie externă de circa 20 de miliarde de dolari, guvernul a făcut la 1 iulie 1980 a recurs la o nouă majorare a prețurilor la carne. O reacție în lanț a paralizat sectorul economic pe coasta Balticii la sfârșitul lunii august, și, pentru prima dată, s-au închis majoritatea minelor din Silezia. Polonia a întrat într-o criză majoră, care avea să-i influențeze puternic viitorul.
La 31 august 1980, muncitorii de la șantierele navale „V. I. Lenin” în Gdańsk, conduși de electricianul Lech Wałęsa, au semnat un acord de 21 de puncte cu guvernul, după care și-au încetat greva. Acorduri similare au fost semnate și cu muncitorii din Szczecin și din provincia Silezia. Principala clauză a acordurilor prevedea garantarea drepturlor muncitorești de a înființa sindicate libere și dreptul la grevă. După semnarea acordului de la Gdańsk, noua mișcare sindicală „Solidaritatea” (Solidarność) s-a extins în toată Polonia.
Nemulțumirea exprimată în greve a crescut în urma știrilor despre acte grave de corupție și erori de guvernare și management, de care se făceau responsabile, în primul rând, eșaloanele superioare din conducerea partidului comunist din Polonia. În septembrie 1980, Edward Gierek a fost înlocuit cu Stanisław Kania în funcția de prim-secretar al partidului.
Alarmată de PZPR din cauza slăbirii rapide a autorității după acordul de la Gdańsk, Uniunea Sovietică a reacționat în decembrie 1980 prin masarea de trupe de-a lungul frontierei cu Polonia. În februarie 1981, ministrul Apărării, generalul Wojciech Jaruzelski, a devenit prim-ministru iar în octombrie, în același an, a fost numit prim secretar al partidului comunist. În timpul primului congres al „Solidarității” (septembrie-octombrie 1981), Lech Wałęsa a fost ales președintele național al sindicatului.

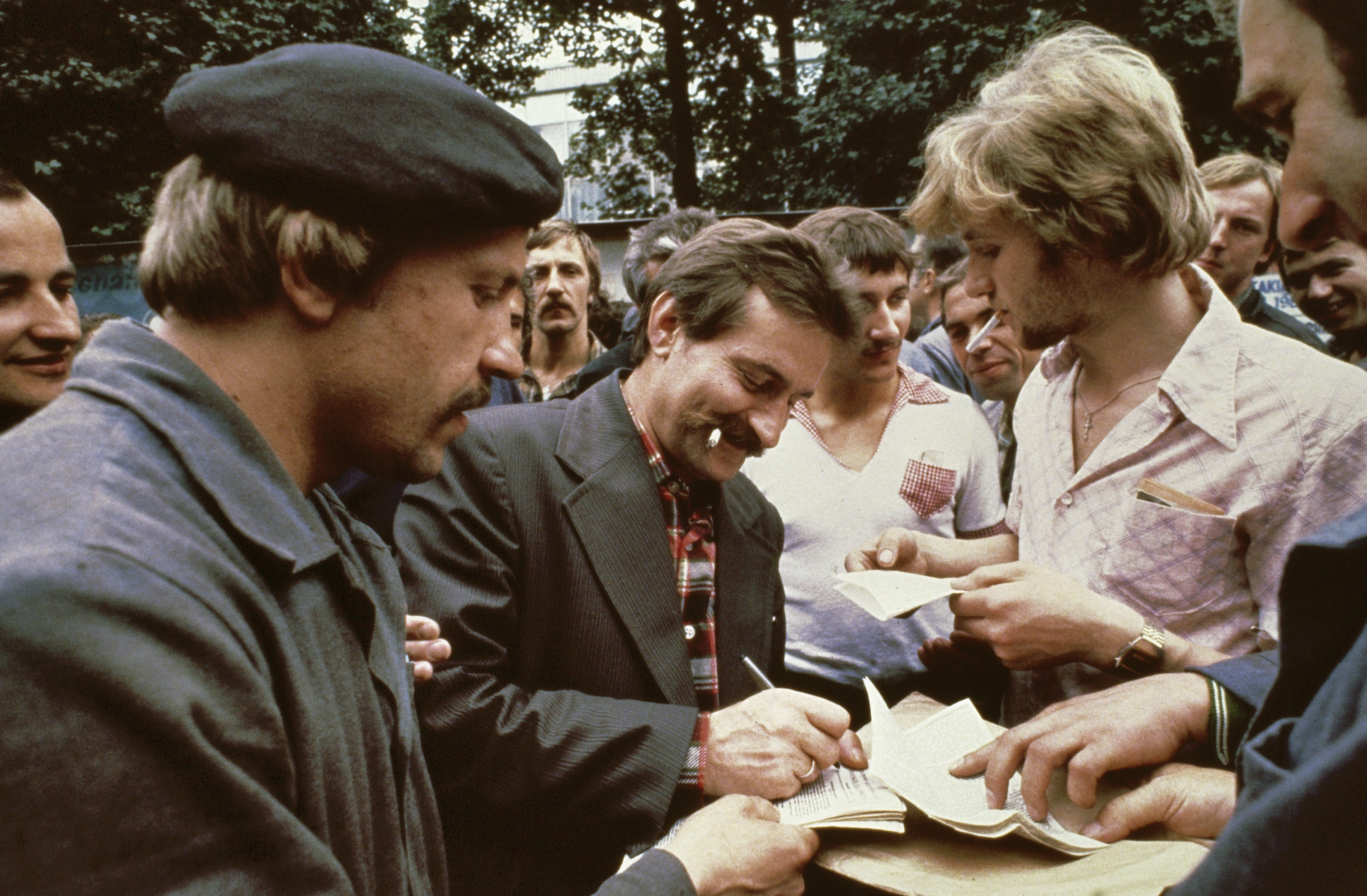
Lech Wałęsa

În noaptea de 12-13 decembrie, regimul a introdus legea marțială. Armata și Unitățile Armate ale Miliției Cetățenești (Zbrojne Oddziały Milicji Obywatelskiej) au fost folosite pentru a combate „Solidaritatea”. Practic, toți conducătorii sindicatului „Solidaritatea” și mulți susținători au fost arestați. Statele Unite ale Americii și alte țări occidentale au reacționat prin impunerea de sancțiuni împotriva guvernului polonez și a Uniunii Sovietice. Starea de neliniște în stat a persistat mulți ani după aceste evenimente.
Regimul comunist polonez a suspendat legea marțială, în cadrul unei serii de măsuri lente și neuniforme. Suspendarea legii marțiale a avut loc în 1982, când au fost eliberați câțiva deținuți politici. Deși dreptul formal s-a finalizat în iulie 1983 și amnistia generală a fost legiferată, sute de prizonieri de conștiință au continuat să rămână în detenție.
În iulie 1984 a fost declarată încă o amnistie generală și, după doi ani, au fost eliberați aproape toți deținuții politici. Însă autoritățile au continuat să persecute dizidenții și activiștii sindicatului liber. „Solidaritatea” a rămas proscrisă și publicațiile ei erau interzise, iar publicațiile independente erau cenzurate.
La sfârșitul anilor '80, regimul a fost nevoit să negocieze cu „Solidaritatea” în așa-zisele negocieri la masa rotundă. Alegerile legislative din 1989 au fost unul dintre cele mai importante evenimente, deoarece au marcat căderea comunismului, la început în Polonia, apoi în alte țări ale Europei Centrale și Răsăritene.

### Polonia contemporană
După căderea comunismului, Polonia, precum alte state ale Europei Centrale, s-a transformat în republică democratică, și, precum vecinii săi, s-a confruntat cu probleme economice și cu inflația. În 2007 este clasificată drept stat în curs de dezvoltare. În 1999 a devenit membru al NATO și în 2004 — al Uniunii Europene. În 2007 Polonia a intrat în spațiul Schengen. Din 2009 până în 2012, Jerzy Buzek, fostul prim-ministru, a fost ales Președinte al Parlamentului European.
Comisia Europeană a blocat fonduri de 150 milioane Euro pentru zonele libere de LGBT din Polonia, a blocat de asemenea plata a 42 miliarde Euro din fondul de recuperare după Covid, deoarece Polonia nu respectă dreptul european. Curtea Constituțională a Poloniei a decis să nu se supună unor prevederi ale dreptului european. Comentatorii apreciază că acest fapt va avea consecințe asupra rolului Poloniei în UE.

## Geografie
Lungimea frontierelor Poloniei este de 3.511 km, dintre care 440 km reprezintă o frontieră maritimă (coasta Mării Baltice, care nu formează frontiera statală, are o lungime de 528 km). Vecinii Poloniei sunt:
- Germania la vest (467 km)
- Republica Cehă (796 km) și  Slovacia (541 km) la sud
- Ucraina (535 km) și  Belarus (418 km) la est
- Lituania (104 km) și  Rusia (210 km) la nord
- Danemarca și  Suedia pe Marea Baltică

După suprafață, Polonia ocupă locul 9 în Europa și 69 în întreaga lume.
De la nord la sud Polonia se întinde pe o lungime de 649 km sau 5°50'. Acest fapt cauzează o diferență în durata zilei între nordul și sudul țării. Vara, ziua în nord este mai lungă cu aproximativ o oră, pe când în iarnă – invers. De la vest la est, țara are 689 km sau 10° 02'. Întinderea totală a Poloniei (vest-est și nord-sud) este de 15°51'.
Polonia se află în fusul orar al Europei Centrale, timpul solar al meridianului 15°, care trece la vest de Jelenia Góra, Zielona Góra și Gorzów Wielkopolski, și la est de Szczecin.
Punctele extreme ale Poloniei sunt:
- la sud: vârful Opołonek (49°00' N)
- la nord: Jastrzębia Góra⁠(d), cartierul orașului Władysławowo (54°50' N)
- la vest: curba fluviului Odra în apropierea satului Osinów Dolny⁠(d) (14°07' E)
- la est: curba râului Bug în apropierea satului Zosin⁠(d) (24°09')

Centrul geografic al Poloniei se află în satul Piątek⁠(d), Powiat łęczycki⁠(d). Cel mai vechi centru calculat al Europei (1775) este în Suchowola, Powiat sokólski⁠(d). Alte localități aflate pe acest punct pe teritoriul Poloniei nu sunt de acord cu calculele științifice.

### Topografie

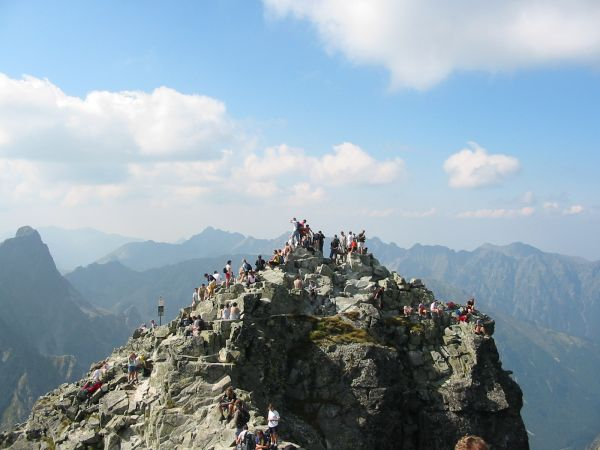
Vârful muntelui Rysy.

Teritoriul Poloniei se extinde peste cinci regiuni geografice. La nord-vest se află litoralul Mării Baltice, care se întinde de la Golful Pomeranian la Golful Gdańsk. Aceasta coastă este marcată prin mai multe peninsule, lacuri de coastă și dune. În general netedă, ea este croită prin Laguna Szczecin, Golful Puck și Laguna Vistuleană. Centrul țării, împreună cu părțile nordului, se află în Câmpia Europei de Nord. Răsărind delicat de deasupra acest podiș se află o regiune geografică cuprinsă de patru districte ale lacurilor: Districtul Lacurilor Pomeranian, Districtul Lacurilor al Poloniei Marii, Districtul Lacurilor Cașubian și Districtul Lacurilor Mazurian, cel din urmă fiind mai mare și cuprinzând părțile nord-estice ale țării. La sud, se află o regiune montană a Sileziei și a Poloniei Mici.
Polonia are 21 de munți care depășesc 2.000 de metri înălțime, toți în Tatra Înaltă (Wysokie Tatry). Tatra poloneză, care este alcătuită din Tatra Înaltă și Tatra Occidentală, reprezintă cel mai înalt grup de munți din Polonia și din Carpați. Cel mai înalt vârf al Poloniei este Rysy și are 2.499 de metri. Alte grupe de munți mari sunt: Beskizi (Babia Góra, 1.725 de metri), Karkonosze (Śnieżka, 1.602 de metri) și Bieszczady⁠(d) (Tarnica⁠(d), 1.346 de metri).
Punctul cel mai jos al Poloniei – 2 metri sub nivelul mării – se află în satul Raczki Elbląskie⁠(d), în apropierea orașului Elbląg, la Delta Vistulei.

### Ape
Cele mai lungi râuri ale Poloniei sunt: Vistula (Wisla) - 1.047 km), Oder (Odra) - 854 km , Warta (808 km) și râul Bug (772 km). Vistula și Odra se varsă în Marea Baltică, precum multe râuri din Pomerania (de exemplu, Rega, Parsęta, Słupia). Râurile Łyna și Angrapa sunt afluenți ai Pregoliei, Czarna Hańcza – al Nemunasului. Atât Pregolia cât și Nemunas se varsă în Marea Baltică.
Pe când majoritatea râurilor poloneze se varsă direct sau indirect în Marea Baltică, la Beskizi își au izvorul câțiva afluenți superiori ai Oravei, care se varsă via Váh și Dunăre în Marea Neagră, precum și cele ale Nistrului, care, de asemenea, este un afluent al Mării Negre.

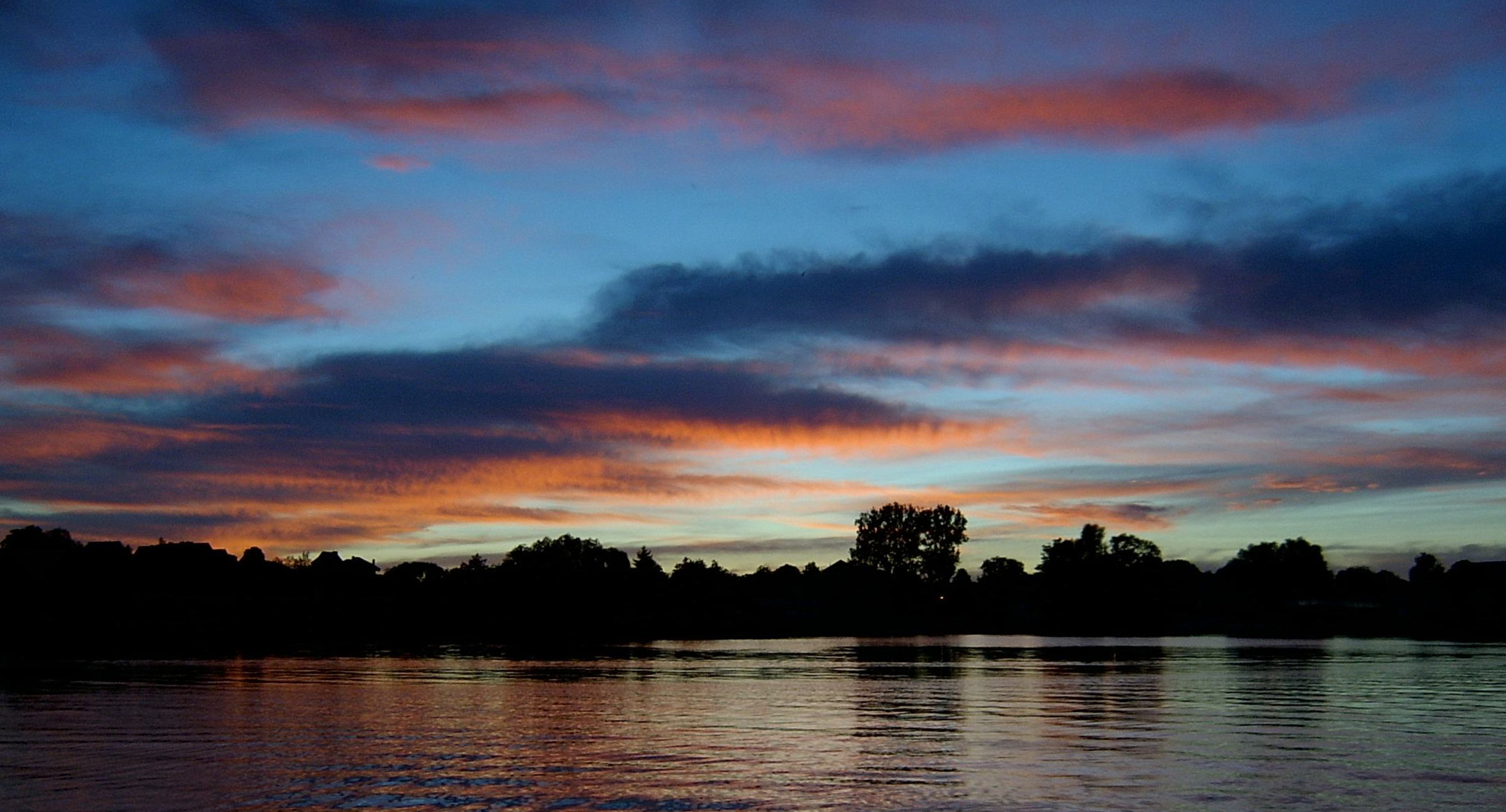
Lacul Śniardwy în timpul crepusculului.

Cu aproape 10.000 de corpuri de apă acoperind mai mult de un hectar, Polonia este unul dintre statele cu cele mai numeroase lacuri din Europa. In Europa, doar Finlanda are o mai mare densitate a lacurilor. Cele mai mari lacuri se află în Mazuria și se întind pe mai mult de 100 km² lacurile (Śniardwy – 113,8 km² și Mamry – 104 km²). Alte lacuri importante sunt Łebsko și Dąbie. Departe de districtele lacurilor la nord, există și multe iazuri în munți, din care Morskie Oko este cel mai mare.
Cel mai adânc lac este lacul Hańcza, care are 108,5 de metri adâncime. Se află în voievodatul Podlasia, în apropierea orașului Suwałki.
Pe lângă lacurile naturale, există și 98 de lacuri de acumulare. Cel mai vechi este lacul Mylof (lacul Zapora), creat în anul 1848. Cel mai important este lacul Włocławek, care are o suprafață de 70,4 km² și capacitate de 408 hm³ (lacul Solina are o capacitate mai mare – 472 hm³, dar este mai mic – suprafață sa este de 22 km²).

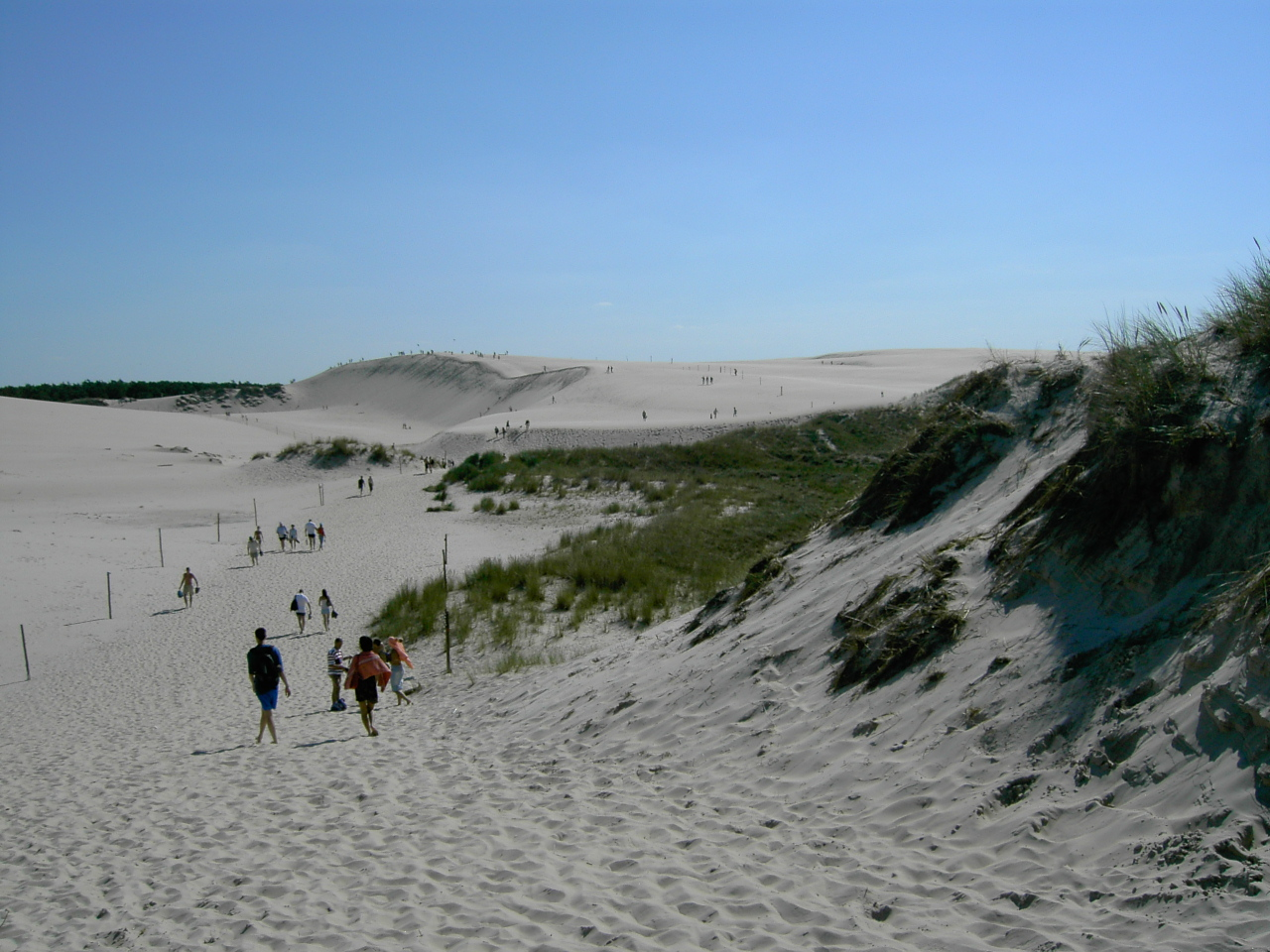
Dunele din Parcul Național Słowiński, pe coasta Mării Baltice.

Coasta poloneză a Mării Baltice are 528 de kilometri și se extinde de la Świnoujście pe insulele Usedom (Uznam) și Wolin la vest, la Krynica Morska pe Peninsula Vistuleană. În cea mai mare parte, Polonia are o linie de coastă netedă, formată prin mișcarea continuă a nisipului datorită vânturilor. Această eroziune a format stânci, dune și peninsule, închizând lagune vechi și creând lacuri, precum lacul Łebsko în Parcul Național Słowiński. Cele mai lungi peninsule sunt Peninsula Hel și Peninsula Vistuleană. Pe coastă există și multe stațiuni turistice, precum Sopot, Kołobrzeg sau Ustka.

### Climă
Polonia are o climă moderată, caldă tranzitivă cu temperaturile din sud atingând valori mai înalte decât în nord. Vara, o temperatură medie este de 17 °C pe coastă și de 18,3 °C în voievodatul Silezia Inferioară. Iarna, temperaturile medii sunt între 0 °C în Świnoujście și -7 °C în Suwałki. Precipitațiile sunt intense pe întregul an, dar, în special în estul țării, iarna este mai secetoasă decât vara.

### Orașe

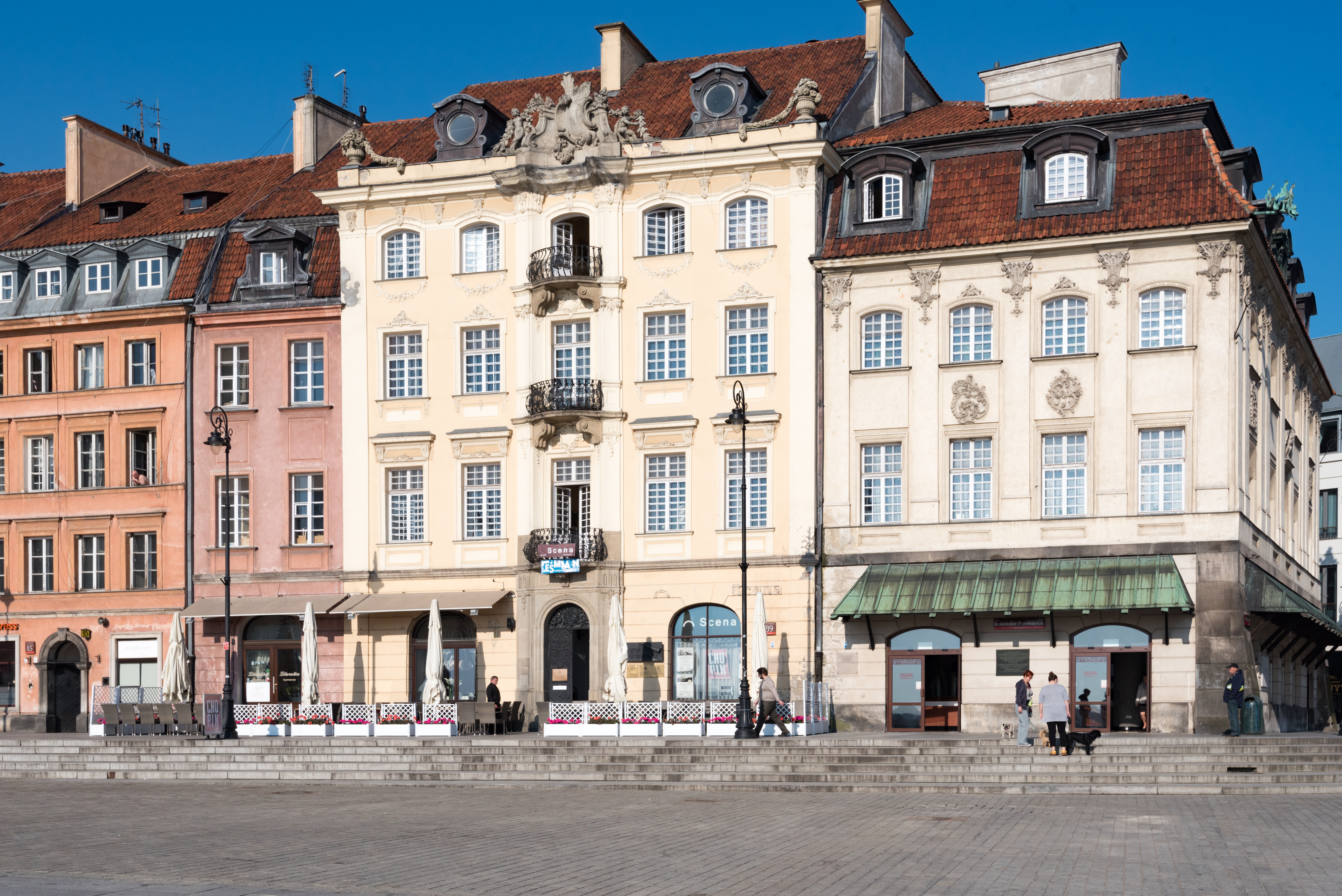
Piața Castelului din Varșovia

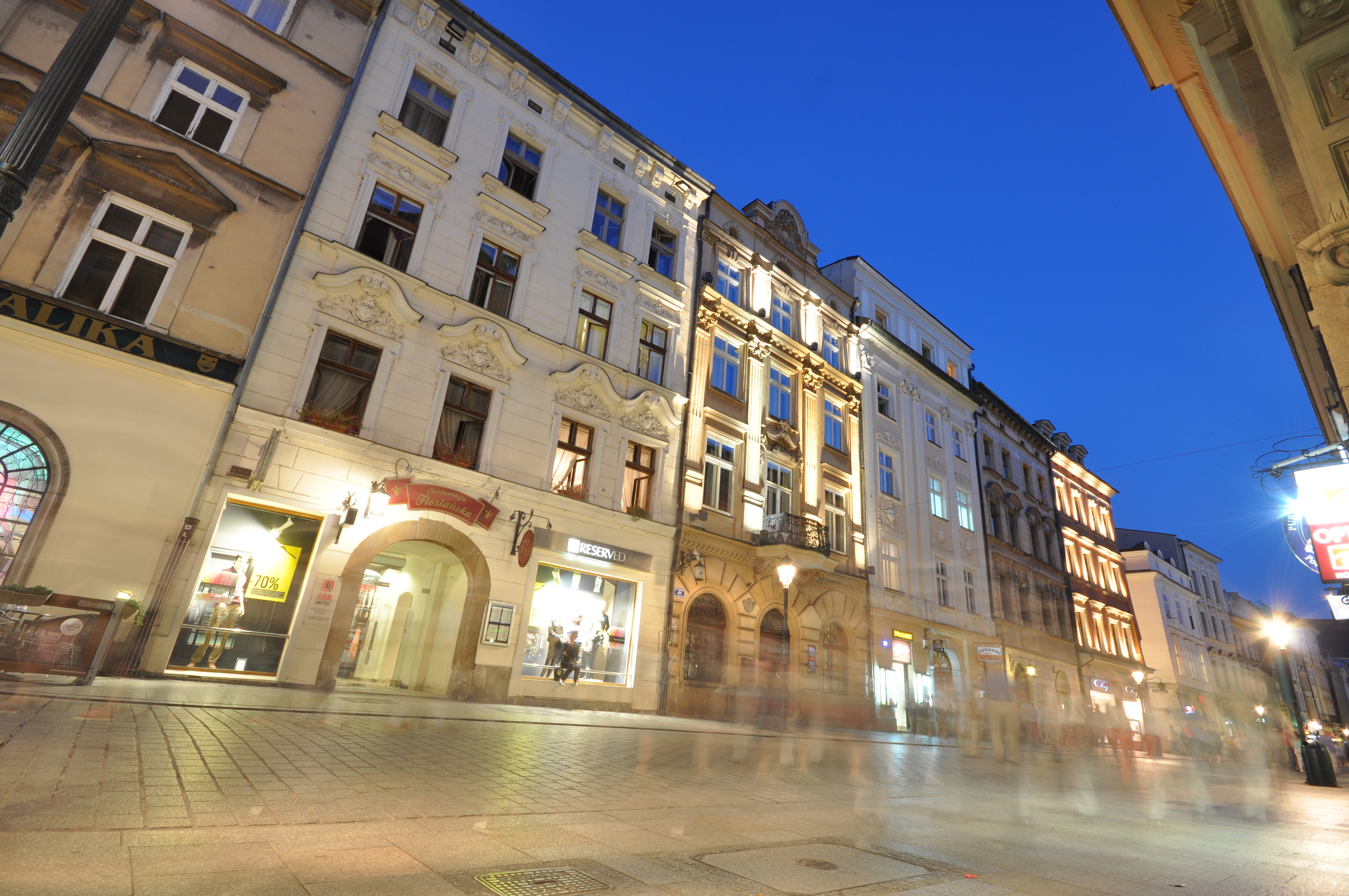
Strada Floriańska din Cracovia

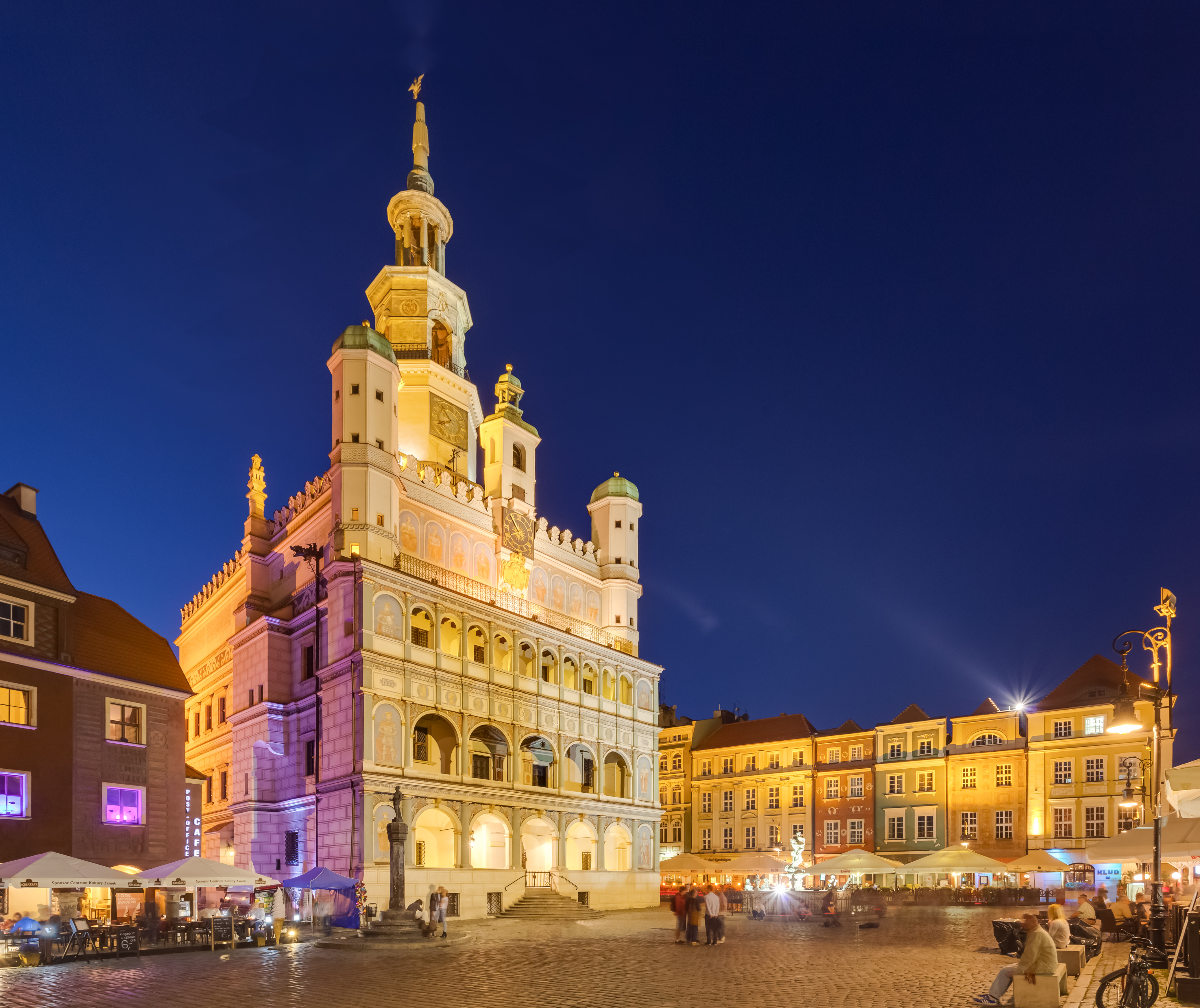
Piață în centrul orașului Poznań.

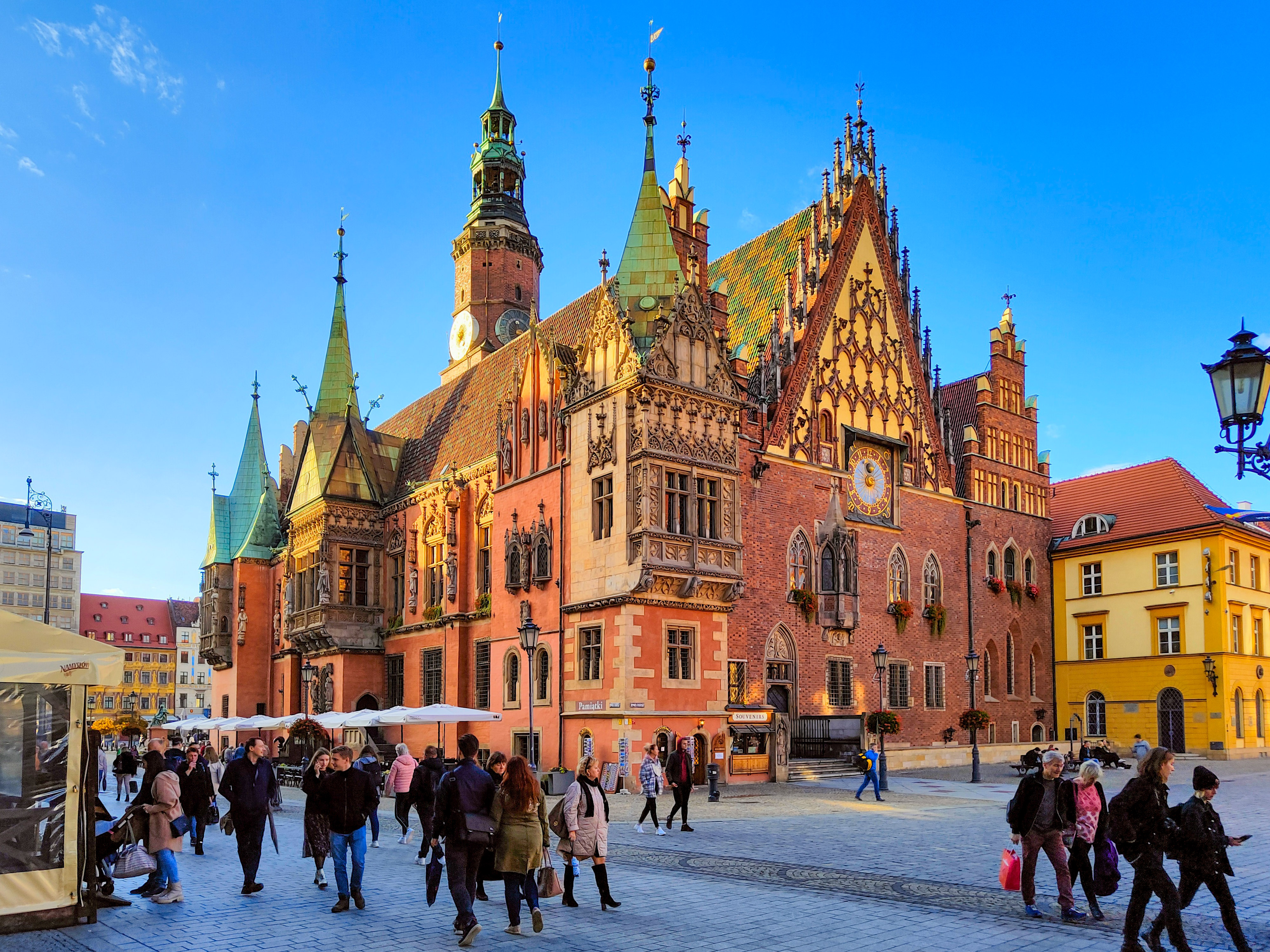
Wrocław

În Polonia sunt 913 orașe, dintre care cel mai recente două au primit titulatura de orașe la data de 1 ianuarie 2014. Cel mai mic oraș este Wyśmierzyce (Powiat białobrzeski⁠(d), voievodatul Mazovia), care are o populație de 906 locuitori. Cel mai mare – Varșovia – are o populație de 1.700.536 de locuitorii în cadrul frontierelor orășenești.
17 orașe au o populație mai mare de 200.000 de locuitori:
- Varșovia — 1.758.536 de locuitori
- Cracovia — 766 739 de locuitori
- Łódź — 693 797 de locuitori
- Wrocław — 638.364 de locuitori
- Poznań — 551.627 de locuitori
- Gdańsk — 463.754 de locuitori
- Szczecin — 405.657 de locuitori
- Bydgoszcz — 366.074 de locuitori
- Lublin — 354.967 de locuitori
- Katowice — 317.220 de locuitori
- Białystok — 294.864 de locuitori
- Gdynia — 252.791 de locuitori
- Częstochowa — 246.890 de locuitori
- Radom — 227.018 de locuitori
- Sosnowiec — 226.034 de locuitori
- Kielce — 208.193 de locuitori
- Toruń — 208.007 de locuitori

#### Zone metropolitane
Cele mai mari zone metropolitane ale Poloniei sunt:
- Regiunea Industrială a Sileziei Superioare, centrată în Katowice — aproximativ 3,5 milioane de locuitori
- Aglomerația Varșoviană — aproximativ 3.1 milioane de locuitori
- Aglomerația Cracoviană — aproximativ 1,3 milioane de locuitori
- Aglomerația orașului Łódź — aproximativ 1,16 milioane de locuitori
- „Trioraș” (Gdańsk, Gdynia, Sopot și împrejurimi) — 1,1 milioane de locuitori

Zonele metropolitane mai mici sunt formate din capitalele altor regiuni și din alte orașe mari, de ex. Szczecin, Bydgoszcz, Lublin, Tarnów, Bielsko-Biała și Kielce.

## Politică
Conform Constituției Republicii Poloneze din anul 1997, Polonia este o republică parlamentară bazată pe principiul separării puterilor în stat.

### Puterea legislativă

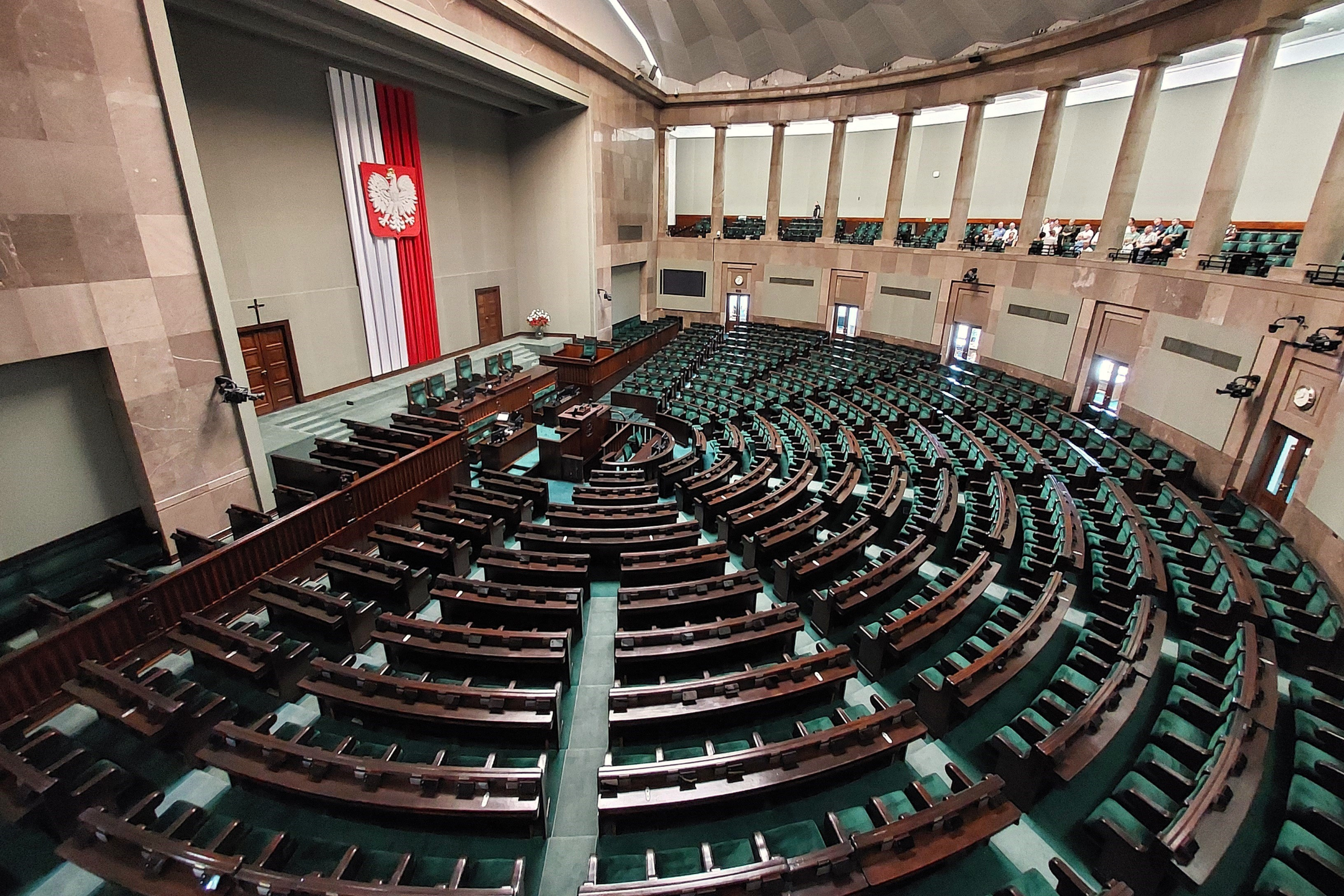
Interiorul Seimului

Parlamentul, puterea legislativă, este împărțit în două camere – Seim (camera inferioară) cu 460 de membri, și Senatul (camera superioară) cu 100 de membri. Este ales prin vot universal, direct, egal, secret și proporțional pentru o perioadă de 4 ani. Îndatorirea sa principală este stabilirea drepturilor prin aprobarea legilor și ratificarea convențiilor internaționale. Dizolvarea Seimului înainte de terminarea mandatului e posibilă doar în unele cazuri speciale descrise în Constituție. Prelungirea mandatului este și ea posibilă, dar doar în cursul aplicării dreptului marțial sau cu 3 de luni înainte de sfârșitul mandatului.
Seimul și Senatul aleg din cadrul lor un președinte al camerei, numit mareșal (marszałek) și vicepreședinți, numiți vicemareșali (wicemarszałkowie), care formează un prezidiu (prezydium). Președintele Seimului (Marszałek Sejmu) este ales ca reprezentant suprem al camerei inferioare a Parlamentului. Prerogativele sale sunt conducerea dezbaterilor camerei și reprezentarea Seimului în exterior. Ambele camere creează și comisii parlamentare – permanente, care au drept scop pregătirea proiectelor din domeniul legislației și controlului – în prezent funcționează 41 de comisii (27 în Seim și 14 în Senat). Există și comisii speciale, create cu scopul de a cerceta cazurile concrete ale camerelor, care sunt dizolvate în urma realizării activității.
Parlamentarii pot crea cluburi parlamentare formate din cel puțin cincisprezece membri. Membrii Seimului pot, de asemenea, forma grupuri parlamentare, care necesită cel puțin 3 membri. Parlamentarii se bucură de imunitate pe perioada legislativă.

### Puterea executivă
Puterea executivă este reprezentată în Polonia prin Președinte (Prezydent Rzeczypospolitej Polskiej) și Consiliul Miniștrilor (Rada Ministrów). Președintele este ales prin vot universal pentru un mandat de 5 ani. Pentru a câștiga alegerile, un candidat trebuie să obțină o majoritate simplă (mai mult de 50%). Poate deține această funcție maxim 10 ani (două mandate). Președinte al Poloniei este Andrzej Duda.
Conform Constituției, Președintele este reprezentantul suprem al statului în relațiile interne și externe, este comandantul Forțelor armate ale Republicii Poloneze, garantează inviolabilitatea și indivizibilitatea teritoriului statal, precum și respectarea Constituției. Principalele sale atribuții sunt: promulgarea legilor acceptate de Parlament, ratificarea tratatelor internaționale, numirea judecătorilor, acordarea cetățeniei sau folosirea dreptului de clemență.
Organul consultativ al Președintelui în cazuri de siguranță statală este Consilul Siguranței Naționale (Rada Bezpieczeństwa Narodowego). În cazuri importante pentru interesul statului, Președintele poate convoca Consiliul Cabinetului (Rada Gabinetowa) – o ședință la care acesta participă împreună cu membrii Consiliului Miniștrilor. Organul auxiliar al Președintelui, care îl ajută în executarea îndatoririlor, este Cancelaria Președintelui Republicii Poloneze (Kancelaria Prezydenta RP).
Consiliul Miniștrilor (guvernul) este organul colectiv al puterii executive. Este compus din: prim ministru, vicepremieri, miniștri și șefii comitetelor.
Sistemul de creare a guvernului este descris în Constituția Republicii Poloneze, conform căreia Președintele desemnează Consiliul Miniștrilor împreună cu Primul Ministru. Premierul este obligat să prezinte în Seim, într-o perioadă de 14 de zile de la numirea sa, un program de guvernare (exposé) prin care cere un vot de încredere. Seimul poate acorda votul de încredere doar când cel puțin jumătate din delegați sunt prezenți. Dacă guvernul nu obține votul de încredere, Seimul, într-o perioadă de 14 de zile, alege Primul Ministru și miniștrii conform unor principii asemănătoare.

### Puterea judecătorească
Organele puterii judecătorești în Polonia sunt: Curtea Supremă de Justiție (Sąd Najwyższy), judecătoriile locale, regionale, orășenești și curțile de apel, precum și tribunalele (militare și administrative – tribunale administrative regionale și Curtea Supremă Administrativă). Împreună cu Tribunalul de Stat (Trybunał Stanu) și Tribunalul Constituțional (Trybunał Konstytucyjny) acestea formează puterea judecătorească independentă de celelalte puteri în stat.
Tribunalele judecă litigiile în numele Republicii Polonia, toți judecătorii și membrii tribunalelor supunându-se numai Constituției și legilor. Judecătorii nu pot fi membri de partid politic ori de sindicat și nu pot desfășura activități publice care contravin principiilor de independență a tribunalelor și a judecătorilor (art. 178 alin 3. din Constituția Poloniei).

### Organizarea administrativ-teritorială
Polonia este împărțită în 16 voievodate (poloneză województwo). Acestea sunt subdivizate în 314 powiate, 65 de municipii (poloneză miasto na prawach powiatu sau powiat grodzki) și 2.478 de comune (poloneză gmina, dintre care 307 sunt comune urbane, 582 comune urbane și 1.589 comune rurale).
| |                                                        | Voievodat                           | Reședință | Suprafață (km²) | Populație(1) |
| --- | ------------------------------------------------------ | ----------------------------------- | --------- | --------------- | ------------ |
| 1 | dolnośląskie (voievodatul Silezia Inferioară)          | Wrocław                             | 19.947    | 2.888.232       |              |
| 2 | kujawsko-pomorskie (voievodatul Cuiavia și Pomerania)  | Bydgoszcz/Toruń(2)                  | 17.972    | 2.068.253       |              |
| 3 | lubelskie (voievodatul Lublin)                         | Lublin                              | 25.122    | 2 179.611       |              |
| 4 | lubuskie (voievodatul Lubusz)                          | Gorzów Wielkopolski/Zielona Góra(3) | 13.988    | 1.009.198       |              |
| 5 | łódzkie (voievodatul Łódź)                             | Łódź                                | 18.219    | 2.577.465       |              |
| 6 | małopolskie (voievodatul Polonia Mică)                 | Cracovia                            | 15.183    | 3.266.187       |              |
| 7 | mazowieckie (voievodatul Mazovia)                      | Varșovia                            | 35.557    | 5.157.729       |              |
| 8 | opolskie (voievodatul Opole)                           | Opole                               | 9.412     | 1.047.407       |              |
| 9 | podkarpackie (voievodatul Carpaților de Jos)           | Rzeszów                             | 17.846    | 2.098.263       |              |
| 10 | podlaskie (voievodatul Podlasia)                       | Białystok                           | 20.187    | 1.199.689       |              |
| 11 | pomorskie (voievodatul Pomerania)                      | Gdańsk                              | 18.314    | 2.199.043       |              |
| 12 | śląskie (voievodatul Silezia)                          | Katowice                            | 12.334    | 4.685.775       |              |
| 13 | świętokrzyskie (voievodatul Sfintei Cruci)             | Kielce                              | 11.710    | 1.285.007       |              |
| 14 | warmińsko-mazurskie (voievodatul Varmia și Mazuria)    | Olsztyn                             | 24.173    | 1.428.601       |              |
| 15 | wielkopolskie (voievodatul Polonia Mare)               | Poznań                              | 29 827    | 3 372 417       |              |
| 16 | zachodniopomorskie (voievodatul Pomerania Occidentală) | Szczecin                            | 22.892    | 1.694.178       |              |
| (1) la dată de 1 ianuarie 2006 (2) Bydgoszcz este sediul voievodului, când Toruń – unui Sejmik⁠(d). (3) Gorzów Wielkopolski este sediul voievodului, când Zielona Góra – unui Sejmik⁠(d). |                                                        |                                     |           |                 |              |

### Apărare

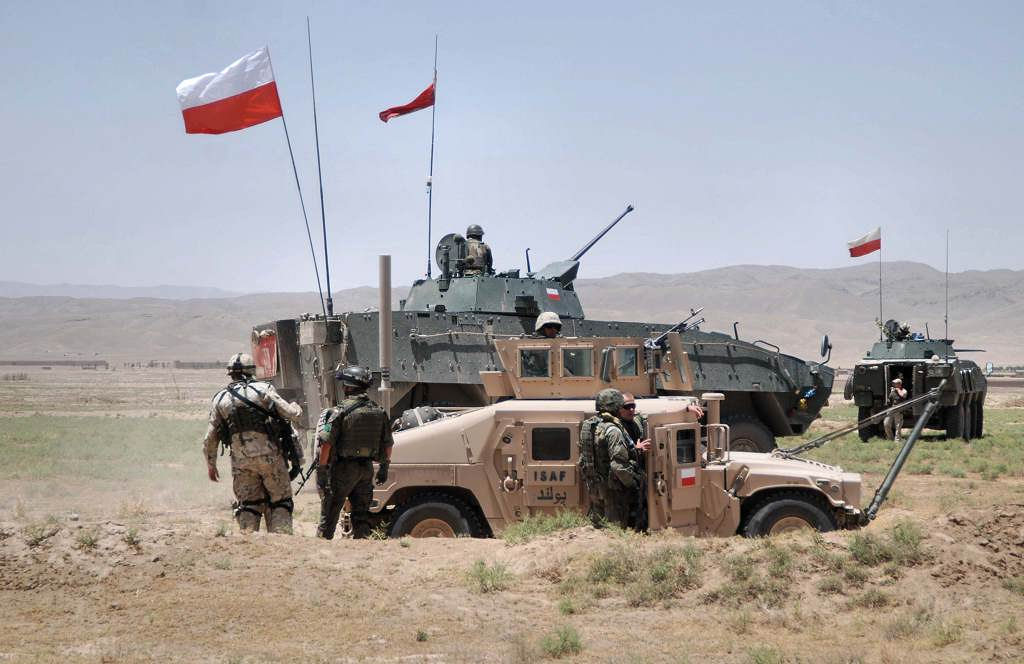
Patrulă poloneză în Afganistan

Forțele armate poloneze sunt compuse din patru ramuri: Forțele Terestre (Wojska Lądowe), Forțele Navale (Marynarka Wojenna), Forțele Aeriene (Siły Powietrzne) și Forțele Speciale (Wojska Specjalne). Armata este subordonată Ministrului Apărării Naționale, însă comandantul său suprem este Președintele Republicii.
Armata poloneză este formată în prezent dintr-un efectiv de 65.000 de personal activ, în timp ce Marina și Forțele Aeriene au 14.300 respectiv 26.126 de militari (bărbați și femei).
Marina Militară
Marina poloneză este una dintre cele mai mari forțe navale din Marea Baltică și este în mare parte implicată în operațiuni pe Marea Baltică, cum ar fi misiuni de căutare și salvare în apele teritoriale ale Poloniei, precum și măsurători hidrografice și de cercetare, cu toate acestea, recent Marina Poloneză a jucat rol internațional în Invazia Irakului din 2003, asigurând suport logistic pentru Marina Statelor Unite.
Forțele Aeriene

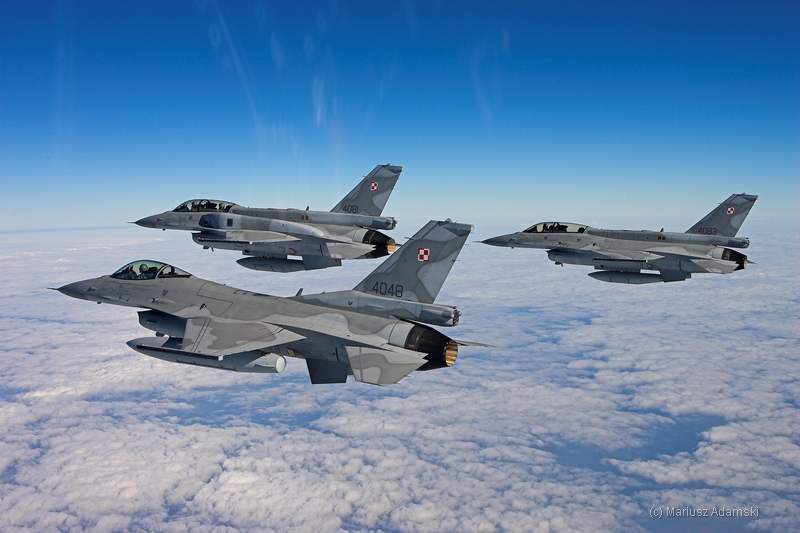
F-16 Fighting Falcon al Forțelor Aeriene Poloneze

Poziția actuală a Forțelor Aeriene Poloneze este cam la fel, de obicei participă în misiuni de rutină deasupra Mării Baltice, dar cu excepția unui număr de unități care servesc în Afganistan, nu a participat la nicio luptă activă de la sfârșitul celui de-al Doilea Război Mondial.
În 2003, avionul de producție americană F-16 C Fighting Falcon a fost ales ca noul avion de vânătoare multirol pentru Forțele Aeriene, primele livrări au avut loc în noiembrie 2006.
Cea mai importantă misiune a forțelor armate este apărarea integrității teritoriale a Poloniei și interesele poloneze în străinătate.
Obiectivul național de securitate al Poloniei este de a se integra mai mult cu NATO și apărarea europeană, economic și cu instituțiile sale politice, prin modernizarea și reorganizarea forțelor sale militare. În prezent, forțele armate sunt în curs de reorganizare în conformitate cu standardele NATO, iar de la 1 ianuarie 2010 s-a trecut în întregime la serviciu militar pe bază de contract. Din 2007 până la modificarea legii privind serviciul militar obligatoriu, termenul obligatoriu de serviciu militar a fost de nouă luni.
Doctrina militară poloneză reflectă aceeași natură defensivă ca și cea a partenerilor săi din NATO. Din 1953-2009 Polonia a fost un mare contribuitor la diferite misiuni de menținere a păcii ale Națiunilor Unite. Forțele armate poloneze au luat parte la Invazia Irakului din 2003 cu trimiterea a 2.500 de soldați în sudul țării.
Armata a fost temporar, dar grav afectată de pierderea multora dintre comandanții săi de top în urma accidentului aviatic de la Smolensk, din 2010, în care au decedat toți cei 96 de pasageri și echipajul avionului Tu-154, inclusiv, printre alții, șeful Statului Major General, Franciszek Gagor și Comandantul Forțelor Aeriene, generalul Andrzej Blasik. Delegația era în drum pentru comemorarea a 70 de ani de la Masacrul de la Katyń.

## Economie

O sută de zloți.

După căderea comunismului, Polonia a urmat o politică de liberalizare a economiei și astăzi este unul dintre exemplele tranziției de succes de la o economie dirijată de stat la o economie de piață.
Privatizarea companiilor mici și mijlocii care au fost controlate de guvern și dreptul liber de înființare de firme noi au permis dezvoltarea agresivă a sectorului privat. Ca o consecință, au apărut și organizații de apărare a drepturilor consumatorilor. Restructurarea și privatizarea „sectoarelor sensibile” precum industria minieră, metalurgică, căile ferate și energia au fost demarate începând din 1990. Între anii 2007 și 2010, Guvernul Poloniei plănuiește să listeze douăzeci de companii publice pe bursa poloneză, inclusiv companii din industria minieră. Până în prezent (2007), cele mai mari privatizări au fost vânzarea companiei naționale de telecomunicații, Telekomunikacja Polska⁠(d), către operatorul France Télécom, în anul 2000 și vânzarea a unui procent de 30% din acțiunile celei mai mari bănci a Poloniei, PKO Bank Polski, pe Bursa din Varșovia în anul 2004.

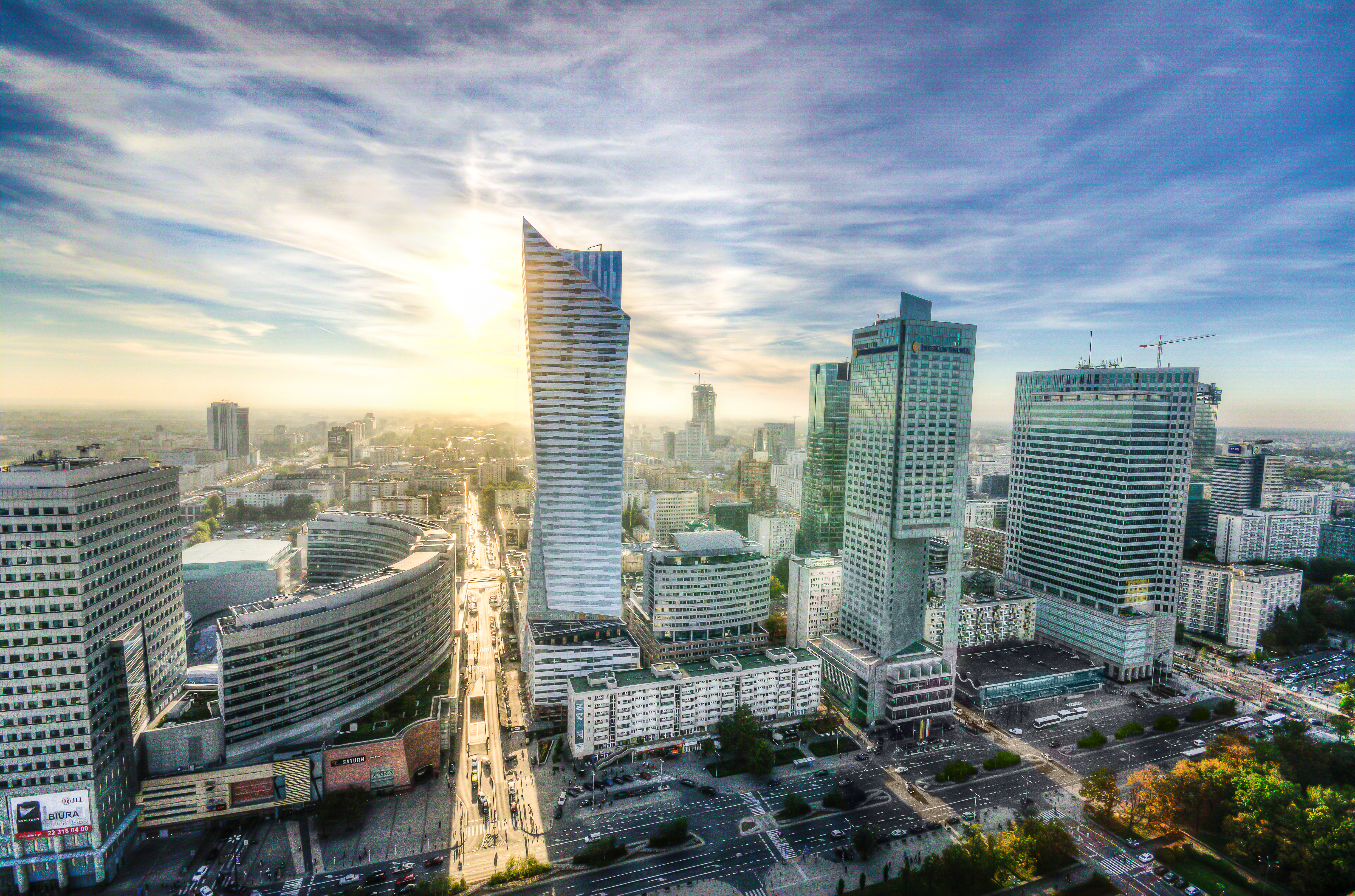
Centru financiar din Varșovia

În domeniul agriculturii, Polonia dispune de mai mult de două milioane de ferme private, având potențial de a deveni cel mai important stat producător de alimente din întreaga Uniune Europeană.
Există însă o serie de probleme, legate în special de lipsa investițiilor în anumite sectoare economice. Reformele structurale din domeniul asistenței medicale, a educației, din sistemul de pensii, precum și din administrația de stat au sfârșit prin a provoca o mare presiune fiscală asupra contribuitorilor polonezi.
Creșterea PIB-ului a fost puternică și stabilă între anii 1993 și 2000, cu o perioadă scurtă de încetinire a ritmului în intervalul 2001-2002. Perspectiva integrării mai apropiate în Uniunea Europeană a determinat o dezvoltare economică susținută, cu o creștere anuală de 3,7% în 2003, față de numai 1,4% în 2002. În anul 2004, creșterea PIB-ului a fost de 5,4%, în 2005 – 3,3%, în 2006 – 6,1%. Pentru anul 2007, guvernul a prognozat o creștere economică de 6,5-7%.
Polonia a înregistrat în 2008 un Produs Intern Brut de 530 miliarde dolari, în timp ce PIB-ul per cap de locuitor a ajuns la 17.500 dolari. În anul 2009, Polonia a înregistrat o creștere economică de 1,7%, fiind singura țară din Uniunea Europeană care a înregistrat creștere economică în acel an, în timp ce toate celelalte state membre se aflau în recesiune.
Deși economia poloneză se află astăzi într-un proces de dezvoltare rapidă, există încă multe provocări. Cea mai importantă sarcină economică în viitor este pregătirea economiei pentru a permite Poloniei să îndeplinească criteriile necesare pentru adoptarea euro ca monedă națională.

## Transport

### Căi ferate

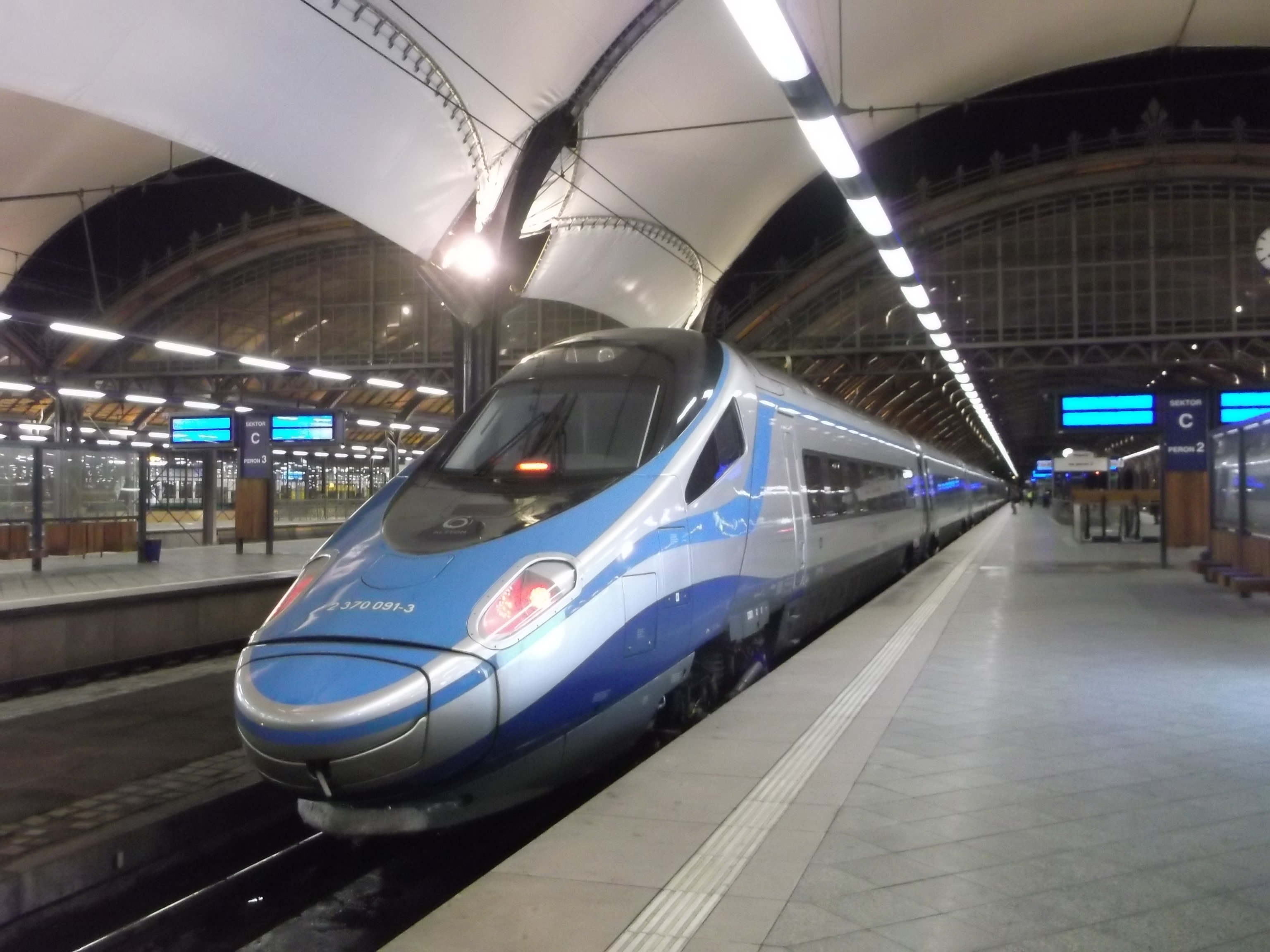
Căile Ferate Statale Poloneze - Pendolino

Cea mai mare companie care lucrează în transportul feroviar este gruparea Polskie Koleje Państwowe S.A. (Căile Ferate Statale Poloneze), compusă din 17 companii autonome, dintre care cele mai importante sunt:
- PKP Polskie Linie Kolejowe S.A. — responsabilă pentru infrastructură
- PKP Przewozy Regionalne Sp. z o.o. — responsabilă pentru servicii de transport al pasagerilor
- PKP Cargo S.A. — servicii marfare, a doua companie de transport feroviar de marfă din Europa ca mărime[87]
- PKP InterCity Sp. z o.o. — responsabilă pentru trenuri rapide EuroCity, InterCity, Tanie Linie Kolejowe⁠(d) și trenuri Express.

În câteva voievodate se creează companii autonome PKP S.A. împreună cu organele administrației locale, de exemplu Koleje Mazowieckie⁠(d) (Căile Ferate Mazoviene) în voievodatul Mazovia. În Trioraș și Varșovia există și linii urbane, care folosesc șinele lui Polskie Linie Kolejowe, numite Cale Ferată Urbană Rapidă (Szybka Kolej Miejska). În cea din urmă funcționează și calea navetiștilor, Calea Navetiștilor Varșoviană (Warszawska Kolej Dojazdowa).
În afară de PKP S.A., funcționează și alți operatori de cale ferată, care servesc, în principal, pentru transportul de mărfuri. Unii dintre ei sunt: PTKiGK Rybnik S.A., PCC Rail Szczakowa sau CTL. Puțini operatori au o licențiere pentru servicii de transport al pasagerilor, dar în afară de PKP, doar companii care funcționează pe șine de mică măsură.

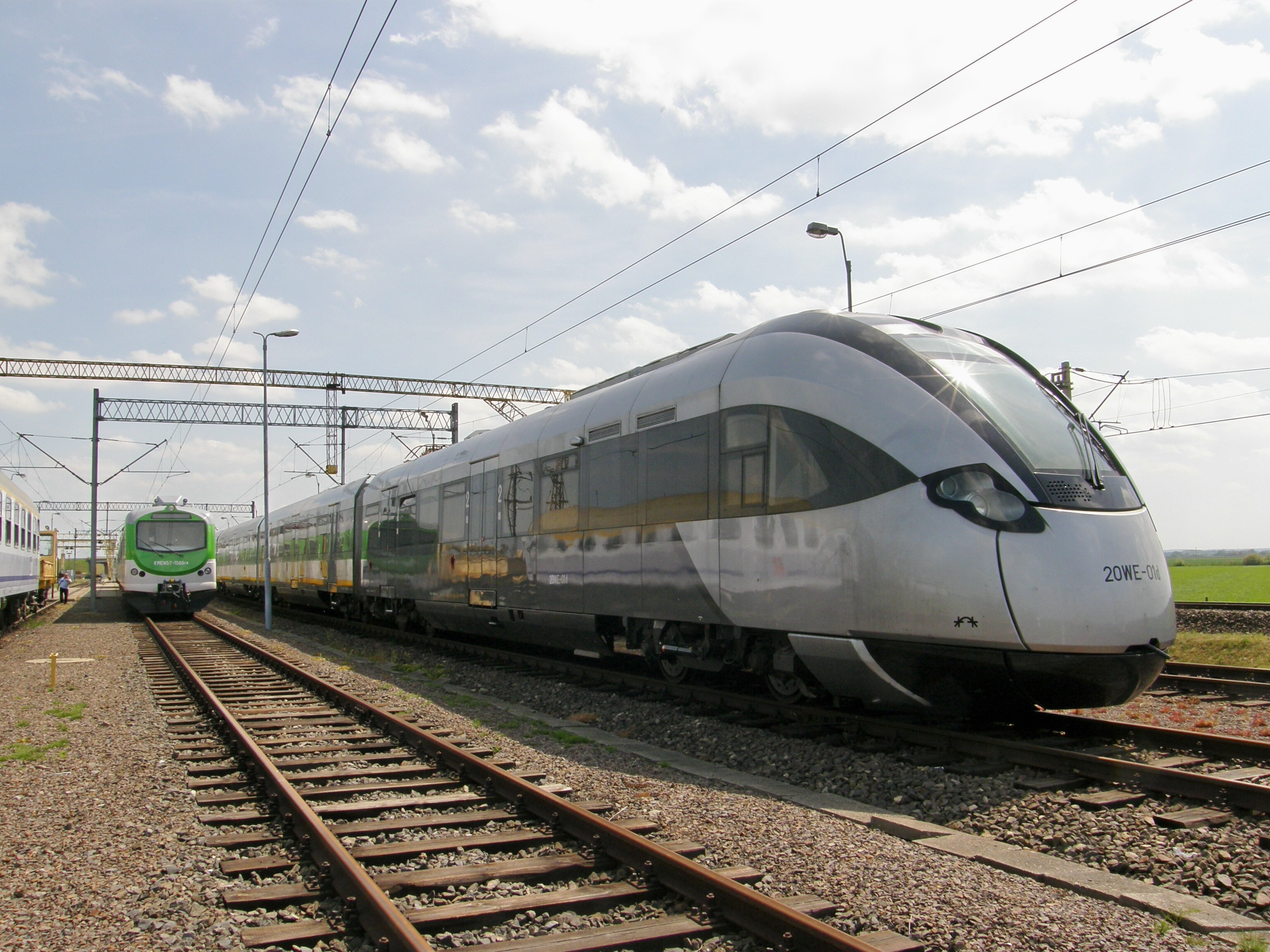
Rama electrică Newag 20WE în gara din

Lungimea totală a magistralelor este de 23.852 de kilometri. Majoritatea lor este deținută de PKP Polskie Linie Kolejeowe S.A. și alți operatori trebuie să plătească pentru utilizare.
Multe linii feroviare au fost închise după 1990 din cauza lipsei de venituri. În special, reducerea numărului căilor ferate folosite este vizibilă în părțile țării care în trecut au făcut parte din Germania, pentru că rețeaua feroviară este mai mult extinsă acolo decât în alte regiuni.
Cele mai importante magistrale feroviare în Polonia sunt:
- E20: frontiera germană ↔ Poznań Główny⁠(d) ↔ Warszawa Centralna ↔ frontieria bielorusă
- E30: frontiera germană ↔ Wrocław Główny ↔ Katowice Główne ↔ Kraków Główny⁠(d) ↔ frontiera ucraineană
- E65: frontiera cehă ↔ Katowice Główne ↔ Warszawa Centralna ↔ Tczew ↔ Gdynia Główna⁠(d)

O parte a magistralei E65 între Katowice Główne și Warszawa Zachodnia⁠(d) este cunoscută ca Magistrala Feroviară Centrală (Centralna Magistrala Kolejowa) și este pregătită pentru trenuri de mare viteză.

### Drumuri și autostrăzi

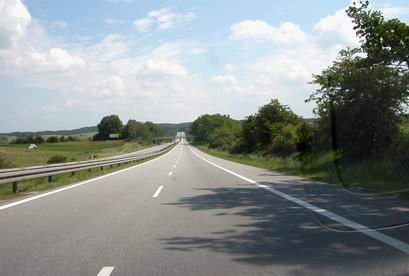
Autostrada A6 în jurul orașului Szczecin

Polonia are o infrastructură slab dezvoltată a drumurilor și autostrăzilor după standarde vest-europene. Există doar câteva autostrăzi și drumuri rapide (asemănătoare cu autovías în Spania), și o rețea extensivă a drumurilor, din care majoritatea au doar câte un sens, care leagă orașele principale.
Calitatea drumurilor poloneze constituie o barieră importantă pentru dezvoltarea țării, în special într-un context de integrare europeană. Deși lungimea totală a drumurilor este relativ mare, Polonia nu are densitatea cerută de autostrăzi. Căile principale au o lungime de 18.036 km. La data de 31 decembrie 2001, doar 398 km dintre ele erau autostrăzi și 206,2 km — drumuri rapide. Pe o lungă întindere (104 km sau 26,1%) erau într-un stadiu atât de mare de deteriorare, încât necesitau reconstruirea completă. 4.808 km din drumurile poloneze au fost clasificate ca parte a coridoarelor de transport europene TINA⁠(d), dar doar 7% dintre ele (346 km) sunt în concordanță cu standardele Uniunii Europene.
Între anii 1990 și 2001 au fost construite doar 138 km de autostrăzi și 33 km de drumuri rapide. Până la sfârșitul anului 2001, erau în construcție doar 38 km de drumuri. Conform informațiilor mai recente, până în 2004, 67 km de autostrăzi au mai fost deschise pentru trafic, pe când 284 km erau în construcție la sfârșitul acestui an. 

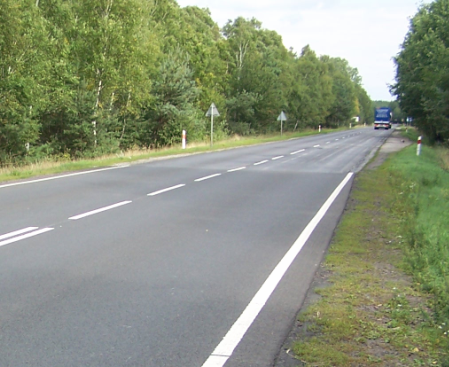
Drumul național 10 în jurul orașului Solec Kujawski

De-a lungul ultimilor ani, situația s-a îmbunătățit și bugetul guvernului pentru construirea căilor de transport a fost mărit datorită finanțărilor Uniunii Europene pentru proiecte infrastructurale. În ultimii ani, situația s-a îmbunătățit, iar bugetul guvernului pentru construirea căilor de comunicații a fost majorat datorită cofinanțării de către Uniunea Europeană a proiectelor de infrastructură. În prezent, se construiesc autostrăzi și autostrăzi care traversează Polonia de la nord la sud și de la vest la est. Orașe majore (Lublin, Białystok, Varșovia, Łódź, Toruń, Gdańsk, Szczecin, Poznań, Wrocław, Katowice, Krakow, Rzeszów și Kielce) sunt conectate la rețeaua de autostrăzi și drumuri din Europa de Vest din Republica Cehă și Slovacia. Noile drumuri au completat rețeaua existentă de autostrăzi scurte și drumuri expres (de exemplu Piotrków Trybunalski, Kielce, Września, Szczecin).
Autostrăzi, numite autostrada (autostrady la plural), plănuite sunt:
- A1: Gdynia ↔ Gdańsk ↔ Toruń ↔ Łódź ↔ Częstochowa ↔ Gliwice ↔ Gorzyczki⁠(d) (frontiera cehă)
- A2: Świecko⁠(d) (frontiera germană) ↔ Poznań ↔ Łódź ↔ Varșovia ↔ Siedlce ↔ Kukuryki⁠(d) (frontiera bielorusă)
- A4: Jędrzychowice⁠(d) (frontiera germană) ↔ Wrocław ↔ Katowice ↔ Cracovia ↔ Rzeszów ↔ Korczowa⁠(d) (frontiera ucraineană)
- A6: Kołbaskowo⁠(d) (frontiera germană) ↔ Szczecin ↔ Goleniów ↔ Koszalin ↔ Słupsk ↔ Gdynia (prioritate mică și multe alte variante de linie)
- A8: Magnice⁠(d) ↔ Wrocław ↔ Pawłowice⁠(d) (șosea de centură a lui Wrocław)
- A18: Olszyna⁠(d) (frontiera germană) ↔ Krzyżowa⁠(d) (joncțiune cu A4)

### Transport aerian

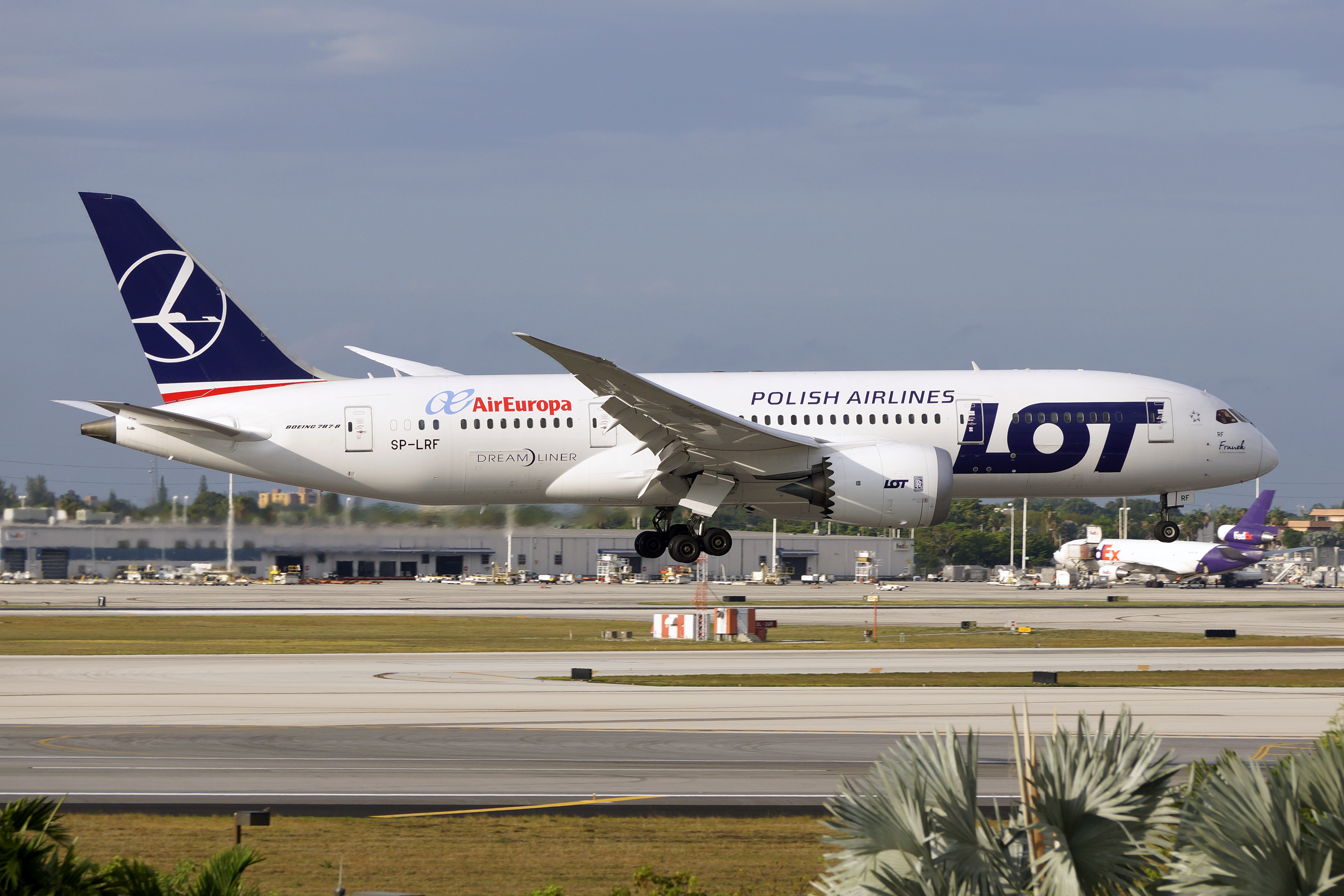
LOT Polish Airlines

Companiile poloneze de transport aerian sunt: PLL LOT, EuroLOT⁠(d), Prima Charter⁠(d), Air Poland⁠(d), White Eagle Aviation⁠(d) și Jet Ait (acum cu zborurile anulate). Pe aeroporturile poloneze operează și alte companii aeriene precum: Air France, British Airways, Lufthansa, Ryanair sau TAROM. Cele mai importante aeroporturi sunt: Warszawa Okęcie, Bydgoszcz, Gdańsk, Katowice Pyrzowice, Kraków Balice, Łódź, Poznań Ławica, Szczecin Goleniów și Wrocław Strachowice, Aeroportul Varșovia Modlin Mazovia. Rețeaua legăturilor aeriene în Polonia nu este dezvoltată și majoritatea zborurilor sunt făcute prin aeroportul Okęcie⁠(d). Aproximativ 20 de aeroporturi, care acum sunt nefolosite, pot fi modernizate spre a deschide transportul aerian.

### Transport urban
În Polonia, tipurile principale de transport urban sunt autobuzele și tramvaiele. Există și o linie de metrou — în Varșovia. Varșovia și aglomerația Gdańsk-Gdynia au, de asemenea, un sistem de trenuri urbane rapide , numit Calea Ferată Rapidă Urbană (Szybka Kolej Miejska). Suplimentul pentru transportul urban, tramvaiul rapid, funcționează în Poznań, sisteme asemănătoare sunt construite și în Cracovia, Szczecin și Łódź.
Tramvaiele sunt în uz în: Bydgoszcz, Cracovia, Częstochowa, Elbląg, Gdańsk, Gorzów Wielkopolski, Aria Industriala de Silezia Superioară, Grudziądz, Łódź, Pabianice, Poznań, Szczecin, Toruń, Varșovia și Wrocław. În trecut, erau folosite și în Białystok, Bielsko-Biała, Cieszyn, Gubin, Inowrocław, Jelenia Góra, Kostrzyn, Koszalin, Legnica, Olsztyn, Słubice, Słupsk, Tarnów, Wałbrzych și Zgorzelec.
Troleibuzele funcționează în prezent în Gdynia - Sopot, Lublin și Tychy. Erau utilizate și în Dębica, Gorzów Wielkopolski, Legnica, Olsztyn, Poznań, Słupsk, Wałbrzych, Varșovia și Wrocław. Încercările de instalare ale acestui sistem de transport public nu s-au bucurat de succes în Gdańsk și Jelenia Góra.

## Demografie

### Istorie demografică
| Populația Poloniei | Populația Poloniei | Populația Poloniei | Populația Poloniei | Populația Poloniei | Populația Poloniei |
| An                 | Populație          |                    |                    |                    |                    |
| 1846               | ▬ 11 107 394       |                    |                    |                    |                    |
| 1911               | ▲ 22 110 952       |                    |                    |                    |                    |
| 1921               | ▲ 27 177 894       |                    |                    |                    |                    |
| 1931               | ▲ 32 107 000       |                    |                    |                    |                    |
| 1938               | ▲ 34 849 000       |                    |                    |                    |                    |
| 1946               | ▼ 23 930 000       |                    |                    |                    |                    |
| 1950               | ▲ 25 008 000       |                    |                    |                    |                    |
| 1960               | ▲ 29 776 000       |                    |                    |                    |                    |
| 1970               | ▲ 32 642 000       |                    |                    |                    |                    |
| 1978               | ▲ 35 061 000       |                    |                    |                    |                    |
| 1988               | ▲ 37 879 000       |                    |                    |                    |                    |
| 1990               | ▲ 38 183 000       |                    |                    |                    |                    |
| 1995               | ▲ 38 610 000       |                    |                    |                    |                    |
| 2000               | ▲ 38 654 000       |                    |                    |                    |                    |
| 2005               | ▼ 38 190 608       |                    |                    |                    |                    |
| 2010               | ▲ 38 200 037       |                    |                    |                    |                    |
| 2011               | ▲ 38 538 447       |                    |                    |                    |                    |
| 2012               | ▲ 38 544 513       |                    |                    |                    |                    |
| 2013               | ▼ 38 496 000       |                    |                    |                    |                    |
| 2014               | ▼ 38 484 00        |                    |                    |                    |                    |
| ------------------ | ------------------ | ------------------ | ------------------ | ------------------ | ------------------ |

În perioada de formare a statului, Polonia avea o suprafață de aproximativ 250.000 km², și aproape un milion de locuitori. În timpul regelui Cazimir al III-lea cel Mare, populația a crescut la 2,5 milioane de locuitori pe un teritoriu de ap. 270.000 km². Uniunea cu Lituania a adus cu sine o creștere a populației și a teritoriului. În timpul lui Ștefan Báthory, Rzeczpospolita a avut o suprafață de un milion de kilometri pătrați, iar populația a ajuns la 9 milioane. Când Polonia și-a pierdut independența, a avut o populație de aproximativ 13-14 milioane, dar majoritatea lor (în secolul XVIII aproape 60%) nu vorbeau limba poloneză și nu s-au declarat polonezi. După Primul Război Mondial Polonia, devenind stat independent, avea aproximativ 20 de milioane de locuitori, din care 1/3 a fost de naționalitate nepoloneză. Între 1921 și 1939 populația statului a crescut de la 27,2 de milioane la 35,1 de milioane. Astăzi, minoritățile naționale și etnice reprezintă doar 3% din întreaga populație a statului.

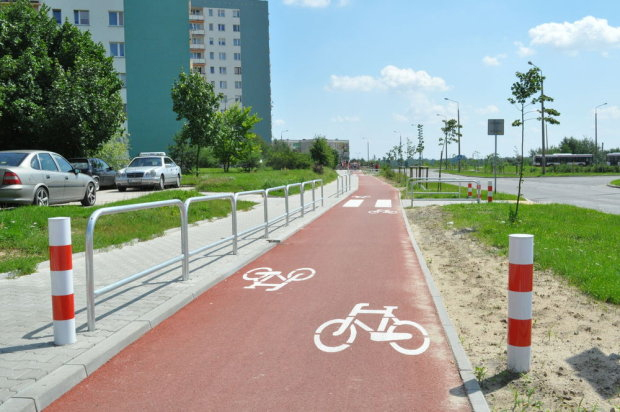
Un complex de locuințe modern în Radom, în partea centrală a țării

După Al Doilea Război Mondial în Polonia a fost consemnată o creștere demografică incredibilă. În ani '50 ai secolului XX s-au născut 500.000 de oameni pe an (ceea ce era egal cu populația contemporană a Cracoviei). După aceasta au mai fost două valuri de creștere demografică: la începutul anilor '70 și la începutul celor '80. După căderea comunismului ritmul de creștere a populației a scăzut și în secolul XXI a atins nivelul 0. Astăzi se observă creștere mică pentru că unda din anii '70 a întrat în faza de procreare când statul polonez a început politica sa de suport pentru familii. Totuși, din Polonia au plecat spre statele UE aproximativ 500.000-2 milioane de tineri. Conform unor surse, populația Poloniei va scădea la 30 de milioane în anul 2060. Populația multor orașe, inclusiv Łódź și Katowice, se micșorează. Numai unele orașe cresc numărul de locuitori, de exemplu Poznań și Cracovia. Un număr mare de oameni locuiesc în clădiri multifamiliale (inclusiv Łódź, Radom, Puławy, Koszalin, Police).

### Limbi
Limba poloneză este cea mai răspândită limbă în Polonia, și singura care are statut de limbă oficială. Aproximativ 97% dintre oamenii care trăiesc în Polonia declară această limbă ca fiind limba lor natală, și o vorbesc acasă. Alte patru limbi sunt limbi auxiliare și pot fi folosite în cincizeci și una de comune: bielorusa (ap. 220.000 de vorbitori — poate fi folosită în 12 de comune), cașubiana (ap. 3.000-200.000 de vorbitori, rezultatele evaluărilor variază — poate fi folosită în 10 comune), germana (ap. 500.000 de vorbitori — poate fi folosită în 28 de comune) și lituaniana (ap. 3.000 de vorbitori — poate fi folosită într-o comună). Alte limbi folosite sunt: romani (patru dialecte, ap. 40.000 de vorbitori) și ucraineana (ap. 150.000 de vorbitori).
Existența limbii sileziane este un subiect de discuție al lingviștilor și al opiniei publice. Recent, el a primit un cod ISO szl. La recensământul din 2002, aproximativ 60.000 de persoane au declarat sileziana ca limba vorbită acasă. Astăzi există probe de codificare a limbii și cea mai cunoscută este cea creată de utilizatorii portalului „Pů našymu”.
Se studiază câteva limbi străine în Polonia. Cea mai populară este limba engleză, urmată de limba germană. Înainte de schimbările politice din 1989, limba rusă a fost cea mai cunoscută în societate. Celelalte limbi: franceză, italiană, spaniolă și „limbile clasice” (latină și greacă veche) nu au fost foarte populare niciodată. Studenții universităților pot, de asemenea, să învețe alte limbi, precum ceha, greaca sau româna, dacă aleg studii filologice.

### Naționalități și minorități etnice
Polonezii, care reprezintă 95,63% din populația Poloniei, sunt un popor slav și vorbesc limba poloneză, o limbă slavă din subgrupul occidental. Conform datelor Recensământului Național din 2002, în Polonia trăiesc 36.658.166 de polonezi. Alte naționalități și grupuri etnice erau:
- silezieni: 173.200 de persoane (0,45%)
- germani: 152.900 de persoane (0,40%)
- bieloruși: 48.700 de persoane (0,13%)
- ucrainieni: 31.000 de persoane (0,08%)
- romi: 12.900 de persoane (0,03%)
- ruși: 6.100 de persoane (0,01%)
- lemci: 5.900 de persoane (0,01%)
- lituanieni: 5.800 de persoane (0.01%)

471.500 de persoane au declarat altă naționalitate, pe când 774.900 de persoane nu au declarat nici una.
La recensământul din 2021, din populația de 38.036,1 mii de locuitori, 111,9 mii erau cetățeni străini , mai ales ucraineni (53 mii), belaruși (18,6 mii), ruși (4,9 mii), germani (3,5 mii), vietnamezi (2,8 mii), britanici (2 mii) și italieni (1,9 mii). 0,3 mii de locuitori aveau cetățenie necunoscută.
Voievodatele cu cei mai mulți străini erau Mazovia (32,7 mii) si Silezia Inferioara (14,5 mii).

### Structură confesională
Conform publicației anuale de statistică, cea mai mare comunitate confesională este Biserica Romano-Catolică, care are aproximativ 34,21 milioane de credincioși. În forma romano-catolică sunt botezați 34.158.305 dintre cetățenii Poloniei, reprezentând aproximativ 89% din întreaga populație a statului. Biserica Greco-Catolică are ca membri 53.000 dintre locuitori, Biserica Armeană – 5.000, Biserica Neounită – 195, Biserica Catolică Veche derivată din Biserica Romano-Catolică are 45.000 de credincioși. Biserica Ortodoxă, cea de-a doua după mărime, este formată din 507.000 de persoane.
Religiile protestante au aproape 150.000 de credincioși. Biserica Luterană este cea mai mare și are 77.500 de credincioși. Alte comunități și ateii formează 5-10% de populație (depinde de surse).

## Educație și știință
Sistemul de educație în Polonia este compus din grădinițe, școli elementare, școli secundare (gimnazii), licee și alte școli postgimnaziale, școli postliceale, școli artistice și altele. În Polonia există peste 500 de universități acreditate. Universitățile și alte școli înalte nu fac parte din sistemul de educație și au drept de autonomie. Conform Constituției Republicii Poloneze, oricine are dreptul de a învăța. Educația este obligatorie până la 18 ani, dar doar școlile elementare și secundare au statut de instituții obligatorii. Educația în școlile publice este gratuită.
| Universitatea din Varșovia | Universitatea Mickiewicz din Poznań | Universitatea Jagiellonă din Cracovia | Universitatea din Wrocław |
| -------------------------- | ----------------------------------- | ------------------------------------- | ------------------------- |
|                            |                                     |                                       |                           |

## Cultură și literatură

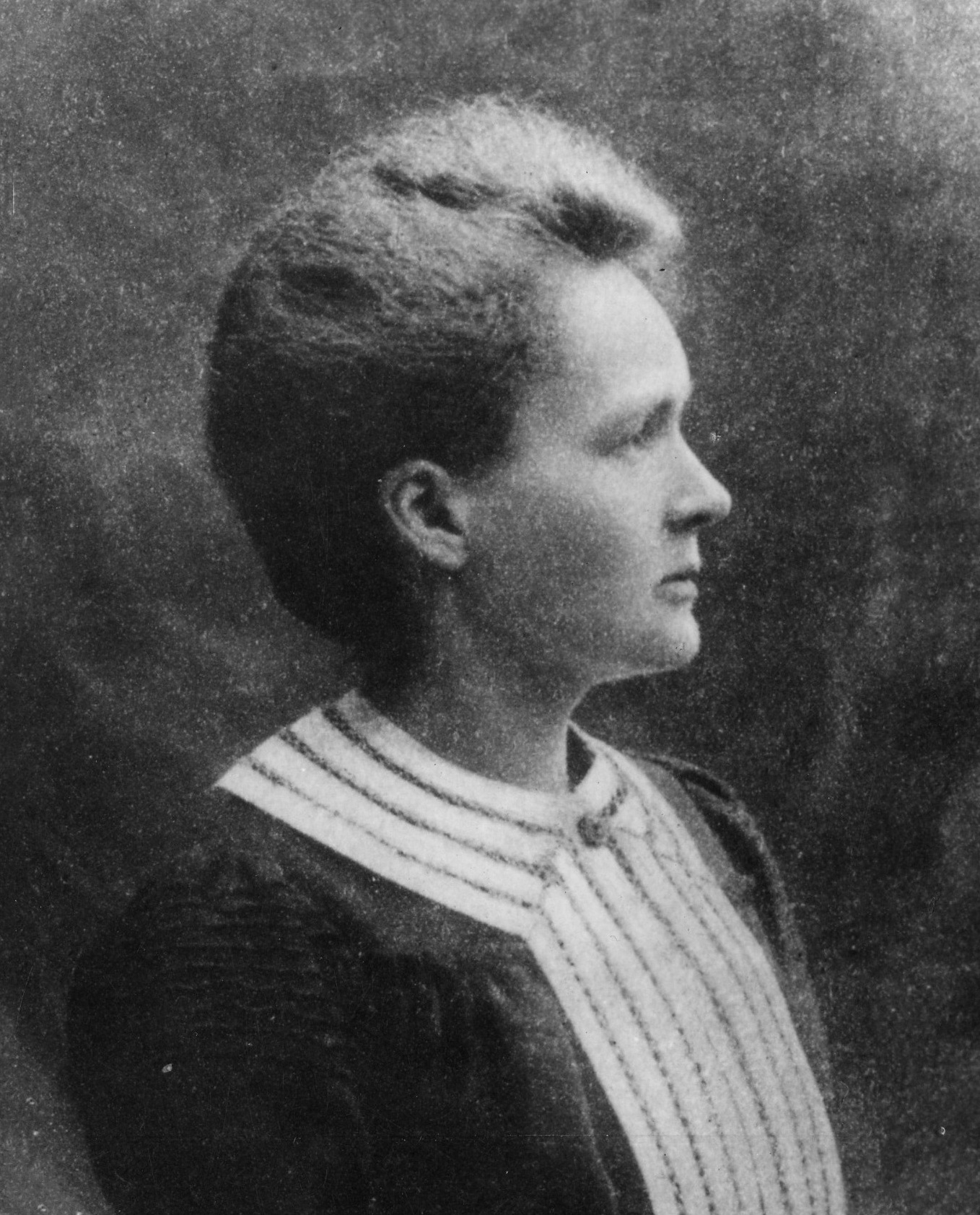
Marie Skłodowska-Curie, dublu laureată a Premiului Nobel

Cultura poloneză are o istorie bogată, veche de o mie de ani, cu influențe atât din occident, cât și orient. Astăzi, aceste influențe sunt vizibile în arhitectura, folclorul și arta țării. Polonia este locul de naștere a multor persoane celebre în întreaga lume, precum papa Ioan Paul al II-lea, Marie Skłodowska-Curie, Casimir Pulaski⁠(d), Tadeusz Kościuszko, Nicolaus Copernic, Frédéric Chopin și altele.
Caracterul unic al artei poloneze a reflectat întotdeauna tendințele mondiale. Pictorul celebru polonez, Jan Matejko, a inclus multe evenimente istorice importante în imaginile sale. Literatura poloneză datează din secolul al XII-lea și include mulți poeți și scriitori renumiți, precum Jan Kochanowski, Adam Mickiewicz, Henryk Sienkiewicz (câștigătorul Premiului Nobel 1905), Bolesław Prus, Władysław Reymont (câștigătorul Premiului Nobel 1924), Juliusz Słowacki, Witold Gombrowicz, Czesław Miłosz (câștigătorul Premiului Nobel 1980), Wisława Szymborska (câștigătorul Premiului Nobel 1996), Stanisław Lem, Ryszard Kapuściński. Regizorii renumiți din Polonia includ câștigătorii Premiului Oscar: Roman Polański, Andrzej Wajda, Zbigniew Rybczyński, Janusz Kamiński⁠(d) și Krzysztof Kieślowski. Compozitorii celebri de muzică clasică sunt, între alți, Frédéric Chopin (în Polonia cunoscut ca Fryderyk Chopin), Krzysztof Penderecki și Karol Szymanowski. Genuri variate de muzică modernă sunt azi apreciate în Polonia. Cele mai populare acum sunt: pop, rock, dance, hip-hop, R&B și metal. Artiștii populari din Polonia includ: Anita Lipnicka⁠(d), Behemoth, Decapitated, Edyta Górniak, Ich Troje⁠(d), Maryla Rodowicz, Riverside⁠(d) și Vader⁠(d). Tineretul polonez ascultă și muzicieni din alte țări.

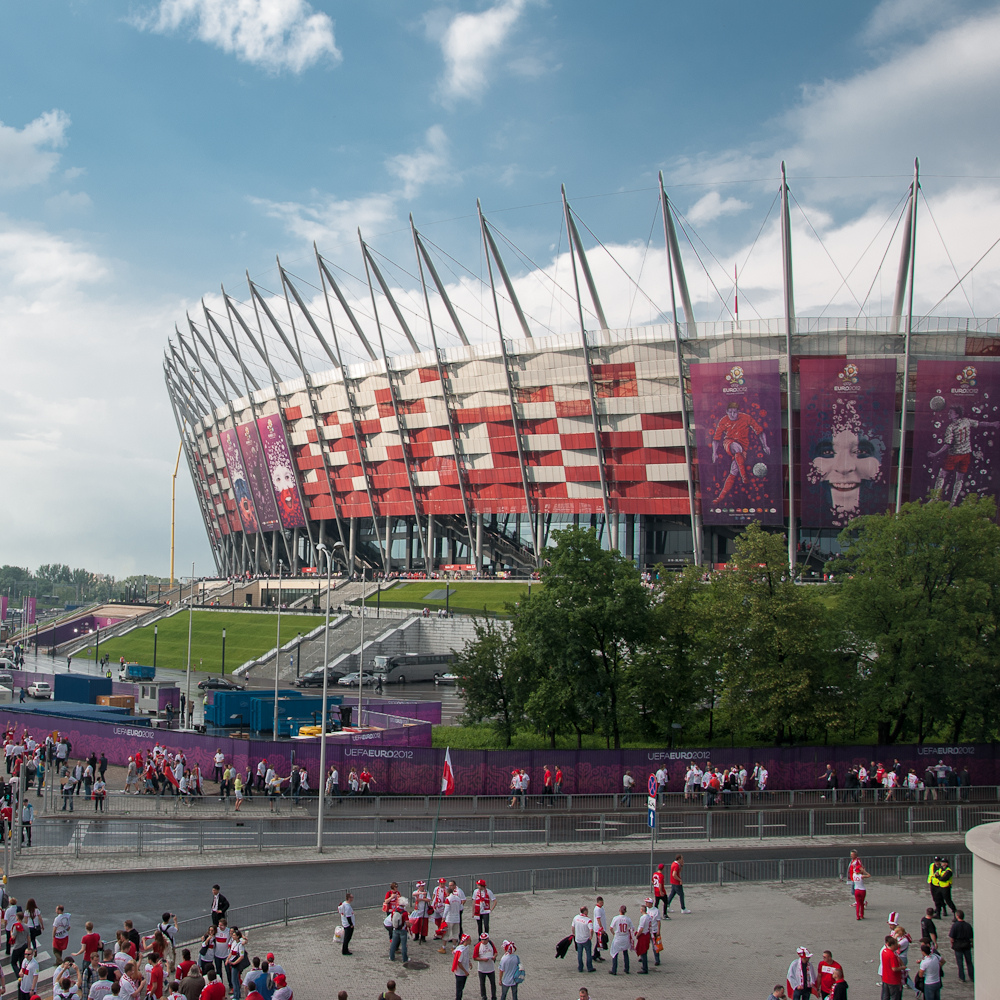
Stadionul Național din Varșovia, gazda echipei naționale și unul din stadioanele care au găzduit Euro 2012

Feluri recunoscute din bucătărie poloneză sunt cârnatul (kiełbasa), supa de sfeclă roșie (Barszcz czerwony⁠(d)), supa de sânge de rață (czernina), colțunașe (pierogi), sarmale din varză și carne (gołąbki), cotlete din carne de porc, tocană (bigos), diverse preparate pe bază de cartofi, zapiekanka (un tip de fast-food) și alte. Deserturi tipice sunt gogoșile, înghețatele și turtele dulci.

### Sport

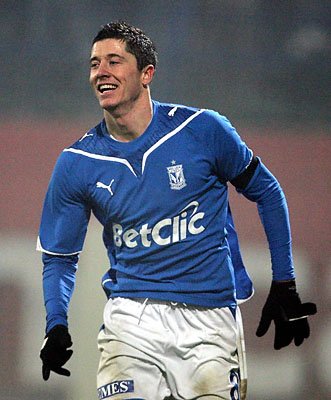
Robert Lewandowski

Fotbalul este cel mai popular sport, cu o istorie bogată în competițiile internaționale. Printre alte sporturi populare se numără atletismul, baschetul, handbalul, boxul, MMA, motocros, săriturile cu schiurile, hochei, tenis, scrimă, înot și haltere.
Epoca de aur a fotbalului din Polonia a avut loc începând cu anii '70 și până la începutul anilor '80, cu naționala Poloniei reușind să obțină locul al treilea la Campionatul Mondial de Fotbal din 1974 și la cel din 1982. În această perioadă se remarcă jucători precum Zbigniew Boniek Włodzimierz Lubański și Grzegorz Lato. Naționala de fotbal a mai obținut o medalie de aur la Jocurile Olimpice de vară din 1976 și două de bronz, în 1976 și 1992. Alături de Ucraina, Polonia a găzduit Campionatul European de Fotbal 2012. Printre jucătorii actuali se numără Robert Lewandowski și Jakub Błaszczykowski.
Polonia are mulți alpiniști care au escaladat vârfuri de peste 8000 de metri. Printre aceștia se numără Jerzy Kukuczka⁠(d), Krzysztof Wielicki⁠(d), Piotr Pustelnik⁠(d), Andrzej Zawada⁠(d), Maciej Berbeka⁠(d), Artur Hajzer⁠(d), Andrzej Czok⁠(d), Wojciech Kurtyka⁠(d) și femeile Wanda Rutkiewicz și Kinga Baranowska⁠(d). Munții Poloniei reprezintă o atracție turistică pentru doritorii de cățărări, schi sau ciclism montan. Activitățile recreaționale din timpul verii sunt legate de sporturile de apă, fiind amenajate în acest sens mai multe locații pentru pescuit, caiac-canoe, navigat și windsurfing, în special în regiunile de nord ale țării.